# Э5К
Э5К и ЭС5К «Ермак» (2, 3, 4 — количество секций, Э — электровоз, С — секционный, 5 — номер модели (5-й серии), К — коллекторные тяговые электродвигатели) — семейство магистральных грузовых электровозов переменного тока напряжения 25 кВ с четырёхосными секциями, оснащёнными коллекторными тяговыми двигателями. Различные модификации — Э5К, 2ЭС5К, 3ЭС5К, 4ЭС5К — различаются числом секций соответственно префиксу. Электровозы являются следующей эволюционной ступенью в развитии грузовых электровозов семейства ВЛ80 и позиционируются как их основная замена.
Электровозы разработаны всероссийским НИИ электровозостроения (ВЭлНИИ) в Новочеркасске и производятся с 2004 года на Новочеркасском электровозостроительном заводе, входящим в состав концерна ЗАО «Трансмашхолдинг», являясь самым массовым семейством российских электровозов, выпускаемых в настоящее время. Модифицированный вариант 2ЭС5К — электровоз 2ЭЛ5, выпускался на Луганском заводе. По состоянию на декабрь 2022 года выпущено 1963 электровоза ЭС5К разных модификаций, а с учётом модификации 2ЭЛ5, выпускавшейся Луганским заводом — 1894. Все они в подавляющем большинстве эксплуатируются в России на территории Сибири и Дальнего Востока, несколько локомотивов 2ЭС5К и все 2ЭЛ5 также эксплуатируются на Украине. Также на базе линейки ЭС5К была создана новая линейка ЭС5С «Атаман» с асинхронным тяговым приводом вместо коллекторного, в рамках которой выпущены 4 электровоза 2ЭС5С и 2 электровоза 3ЭС5С.

## История

### Проектирование
В начале 2000-х годов в России возникла необходимость в обновлении парка грузовых электровозов. Основным производителем электровозов в СССР и России долгое время являлся Новочеркасский электровозостроительный завод, который вплоть до 1994 года строил 12-осные электровозы серий ВЛ85 и 8-осные серии ВЛ80С, разработанные ещё в советское время. Однако начиная с 1995 года выпуск грузовых локомотивов был прекращён из-за необходимости начала производства в России собственных пассажирских электровозов, так как основу пассажирских электровозов составляли электровозы ЧС из Чехии, а одновременный выпуск грузовых и пассажирских локомотивов был невозможен из-за экономического кризиса.
К началу 2000-х годов завод освоил производство пассажирских электровозов переменного тока ЭП1 с микропроцессорной системой управления, и перед ним была поставлена задача организовать массовый выпуск грузовых восьмиосных локомотивов для замены электровозов постоянного тока ВЛ10/ВЛ11 и переменного тока ВЛ80. О возобновлении производства этих серий не могло идти и речи, поскольку они устарели морально и не соответствовали современным требованиям по удобству, энергоэффективности и безопасности. Учитывая первоочередную потребность в обновлении электровозного парка в восточных регионах России на Транссибирской магистрали, где в тяжёлых условиях эксплуатировались электровозы переменного тока серий ВЛ60 и ВЛ80 напряжения 25 кВ, многие из которых были сильно изношены, первым делом было решено создать двухсекционный грузовой электровоз переменного тока для скорейшего обновления парка магистрали на современные локомотивы. При этом в отличие от ВЛ11 и ВЛ80, конструкцию механической части новых электровозов постоянного и переменного тока было решено максимально унифицировать между собой.

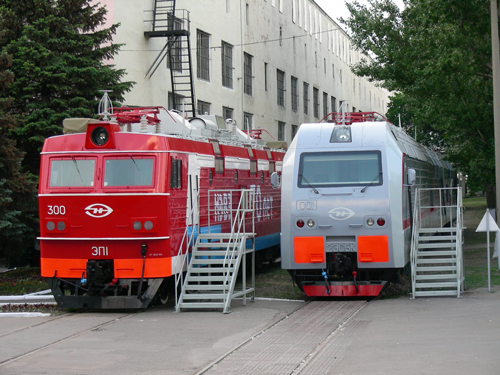
Электровозы ЭП1-300 (слева) и 2ЭС5К-001 (справа) на территории НЭВЗа

Проектирование электровоза велось более года под руководством ВЭлНИИ. Учитывая необходимость в быстром создании новой серии для массового выпуска, за основу конструкции механической части будущих электровозов была взята механическая часть электровозов ВЛ80, которая была незначительно переработана. Для нового локомотива была разработана новая кабина машиниста с обтекаемой лобовой частью и современным пультом с микропроцессорной системой управления, созданной на базе системы, применявшейся на электровозах серии ЭП1. Электрооборудование для новых локомотивов во многом было унифицировано с применявшимся на ВЛ85, но отличалось большей энергетической эффективностью. Проектирование электровоза заняло более года, и в начале 2004 года завод приступил к постройке опытного образца.
Для нового семейства электровозов переменного тока с четырёхосными секциями по новой системе присвоения названия серии было выбрано обозначение серии ЭС5К, что означало «электровоз секционный 5-й серии с коллекторными двигателями». Номер серии 5 был выбран потому, что номера серий 2 и 3 были зарезервированы для перспективных шестиосных электровозов постоянного и переменного тока ЭП2/ЭП3 в пассажирском и Э2/Э3 в грузовом варианте, а Э4/Э5 были отведены для четырёхосных электровозов. Также электровоз получил префикс к основному обозначению серии по числу секций, поэтому двухсекционный вариант получил наименование 2ЭС5К. Поскольку электровозы производились в столице Донского казачества и их планировалось в первую очередь поставлять в Сибирь, по имени знаменитого казачьего атамана, завоевавшего Сибирь, серия получила название «Ермак», по аналогии с названием серии «Дончак» для аналогичных электровозов постоянного тока 2ЭС4К.

### Выпуск
Первые два электровоза 2ЭС5К были построены в конце 2004 и 2005 годов, а затем с 2006 года началось их массовое серийное производство. В 2006 году также были созданы две бустерные секции для формирования трёхсекционных электровозов, начавшие выпускаться серийно с 2007 года, в котором также был создан односекционный двухкабинный электровоз Э5К. В 2014 году стали выпускаться бустерные секции с купе для формирования четырёхсекционных электровозов. Всего по состоянию на август 2023 года выпущено 32 электровоза Э5К, 588 электровоза 2ЭС5К, 1484 электровозов 3ЭС5К, 55 электровозов 4ЭС5К и 18 электровозов 2ЭЛ5, то есть 32 двухкабинных локомотива Э5К, 4235 однокабинных головных секций ЭС5К, 36 однокабинных головных секций ЭЛ5, 1584 промежуточных секции ЭС5К, 55 из которых оборудованы купе вместо санузла. Также были выпущены 4 электровоза 2ЭС5С и 2 электровоза 3ЭС5С, то есть 12 однокабинных головных секций ЭС5С и 2 промежуточных секций ЭС5С. Данные по выпуску электровозов по годам:.
| Год выпуска | Модель электровоза | Количество электровозов | Количество секций     | Количество секций     | Количество секций | Номера электровозов       |
| Год выпуска | Модель электровоза | Количество электровозов | головных двухкабинных | головных однокабинных | промежуточных     | Номера электровозов       |
| ----------- | ------------------ | ----------------------- | --------------------- | --------------------- | ----------------- | ------------------------- |
| 2004        | 2ЭС5К              | 1                       | —                     | 2                     | —                 | 001                       |
| 2005        | 2ЭС5К              | 1                       | —                     | 2                     | —                 | 002                       |
| 2005        | 2ЭЛ5               | 1                       | —                     | 2                     | —                 | 001                       |
| 2006        | 2ЭС5К              | 41                      | —                     | 82                    | —                 | 003—043                   |
| 2006        | 3ЭС5К              | —                       | —                     | —                     | 2                 | —                         |
| 2006        | 2ЭЛ5               | 1                       | —                     | 2                     | —                 | 002                       |
| 2007        | Э5К                | 10                      | 10                    | —                     | —                 | 001—010                   |
| 2007        | 2ЭС5К              | 20                      | —                     | 40                    | —                 | 044, 045, 046—064         |
| 2007        | 3ЭС5К              | 22                      | —                     | 44                    | 20                | 001—022                   |
| 2007        | 2ЭЛ5               | 1                       | —                     | 2                     | —                 | 003                       |
| 2008        | Э5К                | 14                      | 14                    | —                     | —                 | 011—024                   |
| 2008        | 2ЭС5К              | 67                      | —                     | 134                   | —                 | 065—131                   |
| 2008        | 3ЭС5К              | 24                      | —                     | 48                    | 24                | 023—046                   |
| 2008        | 2ЭЛ5               | 9                       | —                     | 18                    | —                 | 004—012                   |
| 2009        | Э5К                | 8                       | 8                     | —                     | —                 | 025—032                   |
| 2009        | 2ЭС5К              | 17                      | —                     | 34                    | —                 | 132—148                   |
| 2009        | 3ЭС5К              | 51                      | —                     | 102                   | 51                | 047—097                   |
| 2009        | 2ЭЛ5               | 1                       | —                     | 2                     | —                 | 013                       |
| 2010        | 2ЭС5К              | 5                       | —                     | 10                    | —                 | 149—153                   |
| 2010        | 3ЭС5К              | 74                      | —                     | 148                   | 74                | 098—171                   |
| 2010        | 2ЭЛ5               | 3                       | —                     | 6                     | —                 | 014—016                   |
| 2011        | 2ЭС5К              | 11                      | —                     | 22                    | —                 | 154—164                   |
| 2011        | 3ЭС5К              | 88                      | —                     | 176                   | 88                | 172—259                   |
| 2011        | 2ЭЛ5               | 2                       | —                     | 4                     | —                 | 017, 018                  |
| 2012        | 3ЭС5К              | 107                     | —                     | 214                   | 107               | 260—356, 701—710          |
| 2013        | 2ЭС5К              | 41                      | —                     | 82                    | —                 | 165—205                   |
| 2013        | 3ЭС5К              | 128                     | —                     | 256                   | 128               | 357—484                   |
| 2014        | 2ЭС5К              | 17                      | —                     | 34                    | —                 | 206—222                   |
| 2014        | 3ЭС5К              | 155                     | —                     | 310                   | 155               | 485—594, 605—650          |
| 2014        | 4ЭС5К              | 3                       | —                     | 6                     | 6                 | 001—003                   |
| 2015        | 3ЭС5К              | 113                     | —                     | 226                   | 113               | 595—604, 651—700, 711—743 |
| 2016        | 2ЭС5К              | 22                      | —                     | —                     | —                 | 223—244                   |
| 2016        | 3ЭС5К              | 70                      | —                     | 140                   | 70                | 744—813                   |
| 2017        | 2ЭС5К              | 49                      | —                     | 98                    | —                 | 245—293                   |
| 2017        | 3ЭС5К              | 45                      | —                     | 90                    | 45                | 814—858                   |
| 2017        | 4ЭС5К              | 5                       | —                     | 10                    | 10                | 004—008                   |
| 2018        | 2ЭС5К              | 121                     | —                     | 242                   | —                 | 294—414                   |
| 2018        | 3ЭС5К              | 46                      | —                     | 92                    | 46                | 859—904                   |
| 2018        | 4ЭС5К              | 10                      | —                     | 20                    | 20                | 009—018                   |
| 2018        | 2ЭС5С              | 1                       | —                     | 2                     | —                 | 001                       |
| 2018        | 3ЭС5С              | 1                       | —                     | 2                     | 1                 | 001                       |
| 2019        | 2ЭС5К              | 84                      | —                     | 168                   | —                 | 415—498                   |
| 2019        | 3ЭС5К              | 96                      | —                     | 192                   | 96                | 905—1000                  |
| 2019        | 4ЭС5К              | 4                       | —                     | 8                     | 8                 | 019—022                   |
| 2020        | 2ЭС5К              | 15                      | —                     | 30                    | —                 | 499—513                   |
| 2020        | 3ЭС5К              | 137                     | —                     | 274                   | 137               | 1001—1137                 |
| 2020        | 4ЭС5К              | 15                      | —                     | 30                    | 30                | 023—037                   |
| 2021        | 2ЭС5К              | 11                      | —                     | 22                    | —                 | 514—524                   |
| 2021        | 3ЭС5К              | 144                     | —                     | 288                   | 144               | 1138—1281                 |
| 2021        | 4ЭС5К              | 5                       | —                     | 10                    | 10                | 038—042                   |
| 2022        | 2ЭС5К              | 28                      | —                     | 56                    | —                 | 525—554                   |
| 2022        | 3ЭС5К              | 130                     | —                     | 260                   | 130               | 1282—1411                 |
| 2022        | 4ЭС5К              | 6                       | —                     | 12                    | 12                | 042—048                   |
| 2022        | 3ЭС5С              | 1                       | —                     | 2                     | 1                 | 002                       |
| 2023        | 2ЭС5К              | 34                      | —                     | 68                    | —                 | 555—589                   |
| 2023        | 3ЭС5К              | 63                      | —                     | 126                   | 63                | 1412—1484                 |
| 2023        | 4ЭС5К              | 7                       | —                     | 14                    | 14                | 049—055                   |
| 2023        | 2ЭС5С              | 3                       | —                     | 6                     | —                 | 002—004                   |
| Всего       | Э5К                | 32                      | 32                    | —                     | —                 | 001—032                   |
| Всего       | 2ЭС5К              | 588                     | —                     | 1176                  | —                 | 001—044, 045, 046—589     |
| Всего       | 3ЭС5К              | 1484                    | —                     | 2949                  | 1484              | 001—1484                  |
| Всего       | 4ЭС5К              | 55                      | —                     | 110                   | 110               | 001—055                   |
| Всего       | 2ЭЛ5               | 18                      | —                     | 36                    | —                 | 001—018                   |
| Всего       | 2ЭС5С              | 4                       | —                     | 8                     | —                 | 001—004                   |
| Всего       | 3ЭС5С              | 2                       | —                     | 4                     | 2                 | 001, 002                  |

### Модификации

#### Э5К

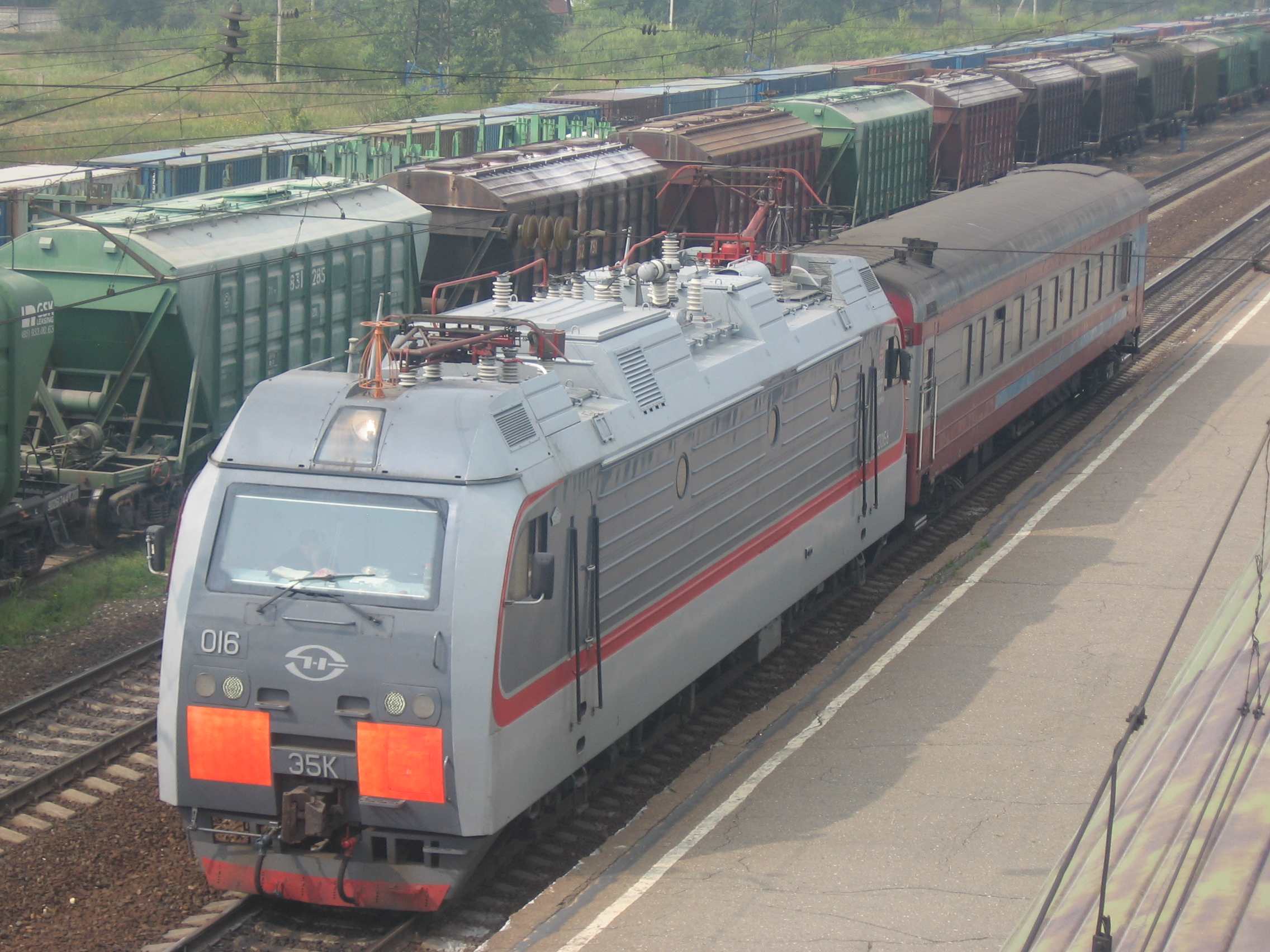
Э5К-016 с вагоном-путеизмерителем

Односекционный вариант машины, Э5К, предназначен для вывозной и лёгкой магистральной грузовой работы. Также локомотив используется для вождения грузопассажирских и пассажирских пригородных поездов на тех участках, где нецелесообразно применение отдельной серии подвижного состава (электропоездов) и скорости поездов невелики, а мощность шестиосного пассажирского электровоза является избыточной.
По конструкции локомотив во многом аналогичен 2ЭС5К, но имеет вторую кабину управления с тамбуром вместо межвагонного перехода при сохранённой длине машинного отделения. За счёт этого локомотив длиннее на 1,8 метра и тяжелее на 4 тонны, чем секция ЭС5К. Также электровоз по сравнению с ЭС5К имеет два токоприёмника.
Первый локомотив этой серии был построен в 2007 году, то есть позднее, чем 2ЭС5К. Всего было построено 32 электровоза. Электровоз стал одним из немногих четырёхосных локомотивов НЭВЗ переменного тока, изначально выпущенных как односекционный двухкабинный локомотив, а не модернизированных из секций двухсекционных грузовых локомотивов массового выпуска.

#### 2ЭС5К

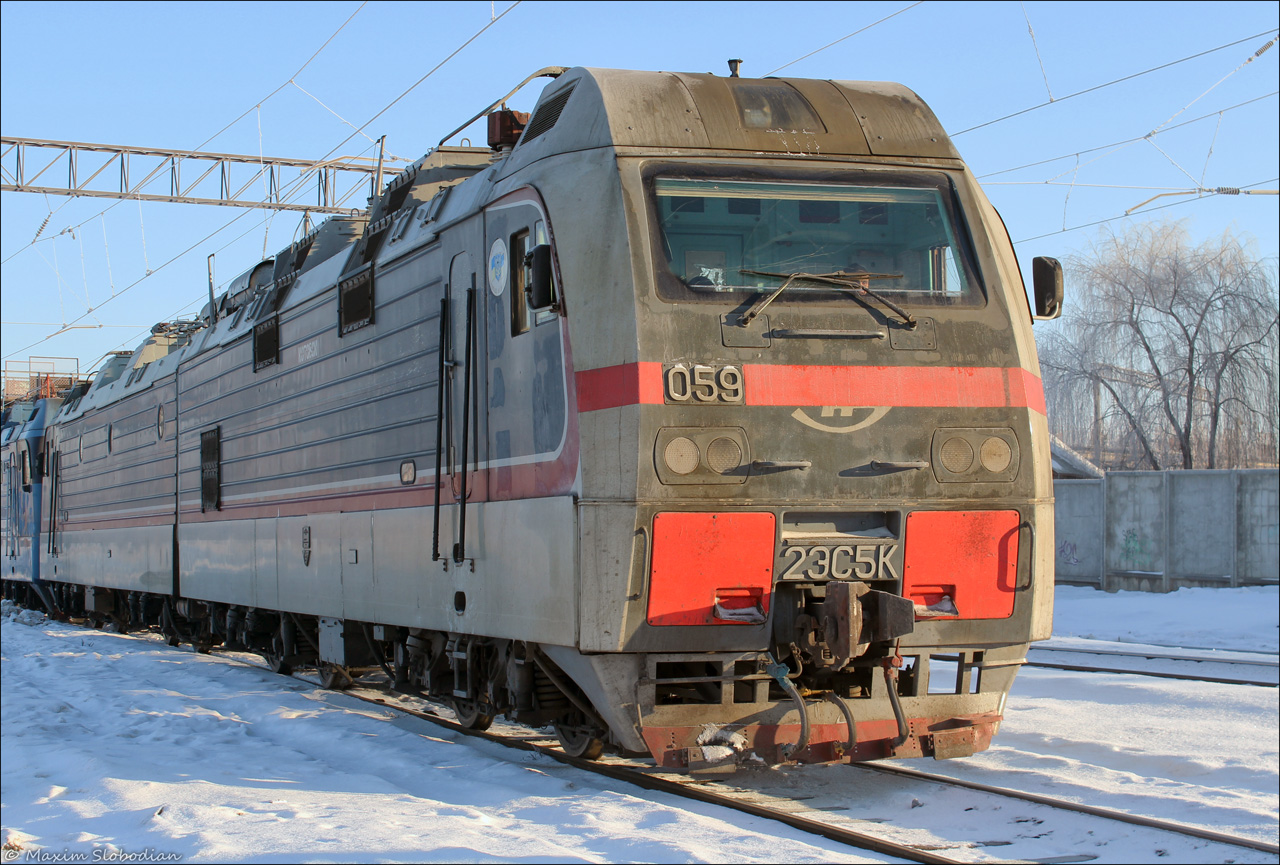
2ЭС5К-059

Электровоз 2ЭС5К является базовой и исторически первой появившейся моделью семейства «Ермак». Индекс С в наименовании — от слова «секционный», что говорит о возможности работы электровоза по системе многих единиц, цифра 2 указывает на количество секций. Локомотив состоит из двух одинаковых секций, каждая из которых имеет с головной стороны кабину управления, а с хвостовой — межсекционный переход. Секции отличаются друг от друга только наличием небольшого санузла в одной из них. Масса электровоза — 192 т, длина по осям автосцепок — 35 004 мм.
По своим характеристикам электровоз сопоставим со стандартным двухсекционным электровозом ВЛ80С и предназначен для вождения стандартных грузовых поездов на участках с равнинным и укороченных на участках с горным профилем, также он может использоваться для вождения пассажирских составов на участках с горным профилем, где требуется обеспечить значительную силу тяги и мощности шестиосного пассажирского электровоза может быть недостаточно. Для вождения тяжёлых и сверхтяжёлых составов два электровоза могут эксплуатироваться совместно по системе многих единиц.
Первый электровоз 2ЭС5К был построен в конце 2004 года, второй — в конце 2005 года, до конца которого была начата сборка электровоза 003 и организован их серийный выпуск. По состоянию на февраль 2022 года выпущено 529 электровозов. Электровоз 2ЭС5К-045 со временем был дополнен бустерной секцией до 3ЭС5К и переименован, таким образом номер 045 прекратил своё существование в качестве 2ЭС5К.

#### 2ЭЛ5

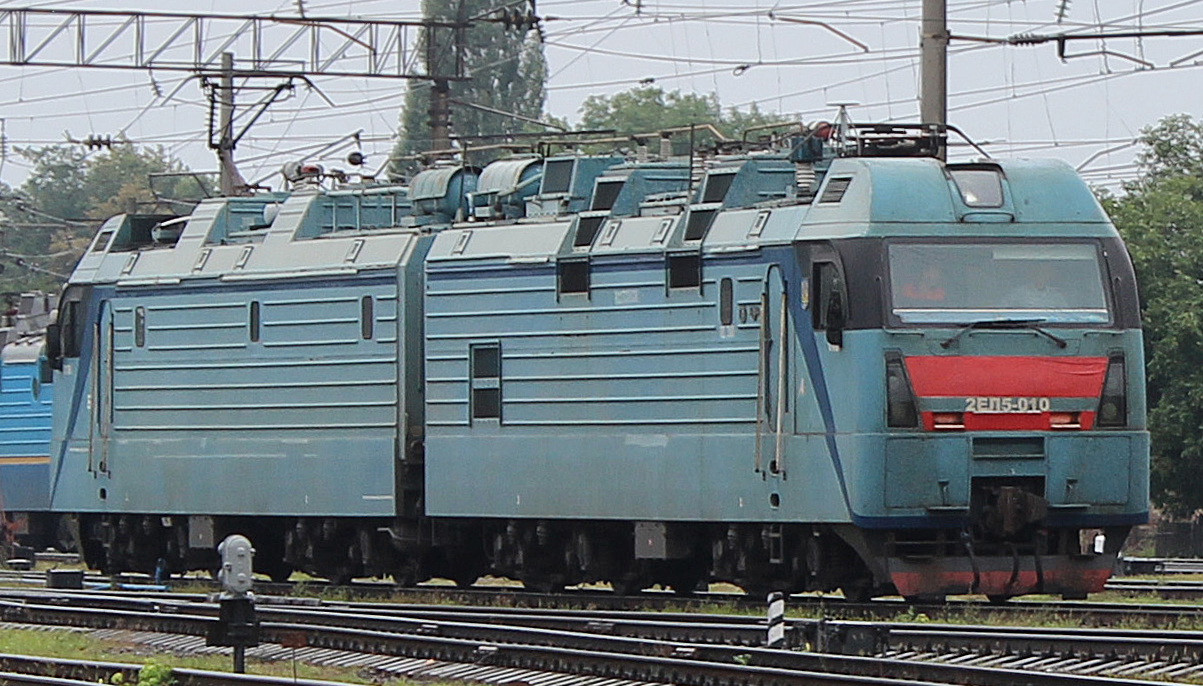
2ЭЛ5-010

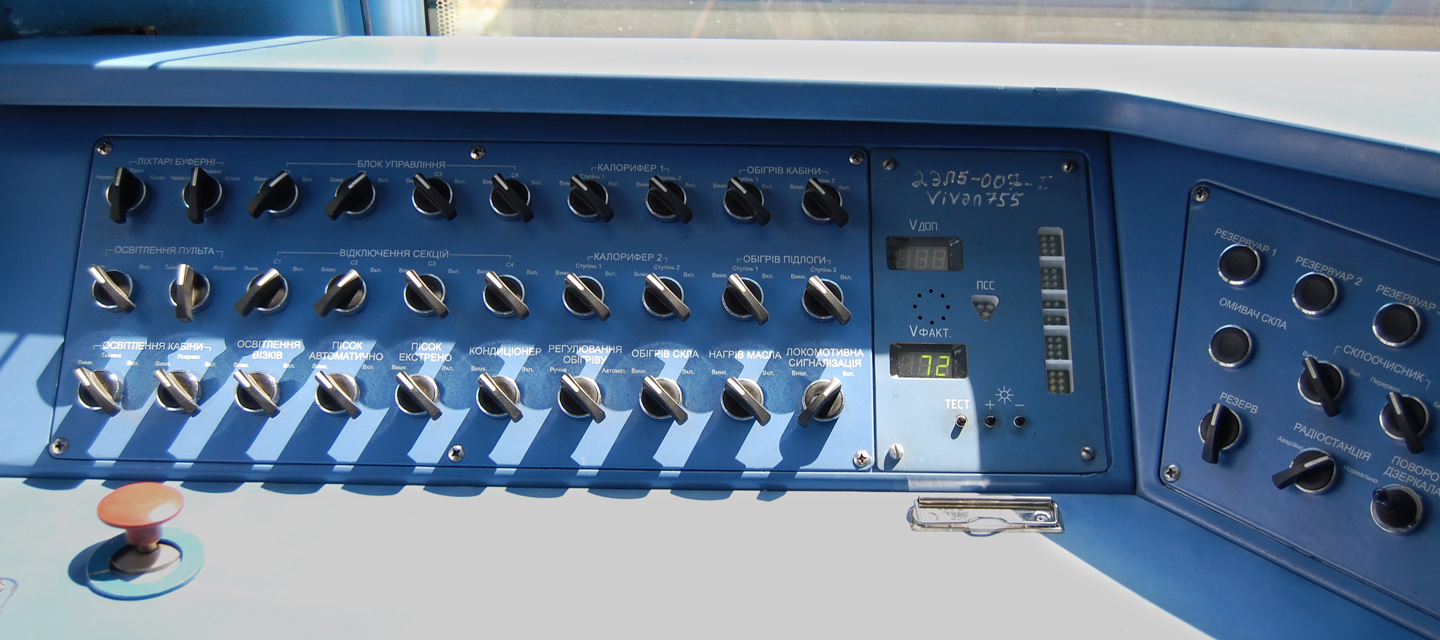
Панель 2ЭЛ5 с украинскими обозначениями и АЛС-МУ

С 2005 по 2011 год Холдинговой компанией «Лугансктепловоз» выпускались электровозы серии 2ЭЛ5, конструкция которых является копией конструкции электровоза 2ЭС5К производства НЭВЗ. Отличительной особенностью электровоза 2ЭЛ5 является видоизменённая кабина управления с наклонными буферными фонарями вытянутой вверх трапециевидной формы, объединёнными в единые блок-фары, расположение и форма окон в боковых стенах (вместо круглых окон применяются прямоугольные), несколько иной пульт управления. Электровоз 2ЭЛ5 оборудовался украинскими приборами безопасности — АЛС-МУ. Электровоз 2ЭЛ5-001 был собран на «НЭВЗе» совместно со специалистами ХК «Лугансктепловоз», второй номер собирался на «Лугансктепловозе» из российских комплектующих и узлов под контролем представителей НЭВЗа. Электровозы № 003, 004 изготовлены полностью на Луганском заводе за исключением тележек. Тележки луганского производства устанавливались начиная с № 008. Построено 18 электровозов.

#### 3ЭС5К

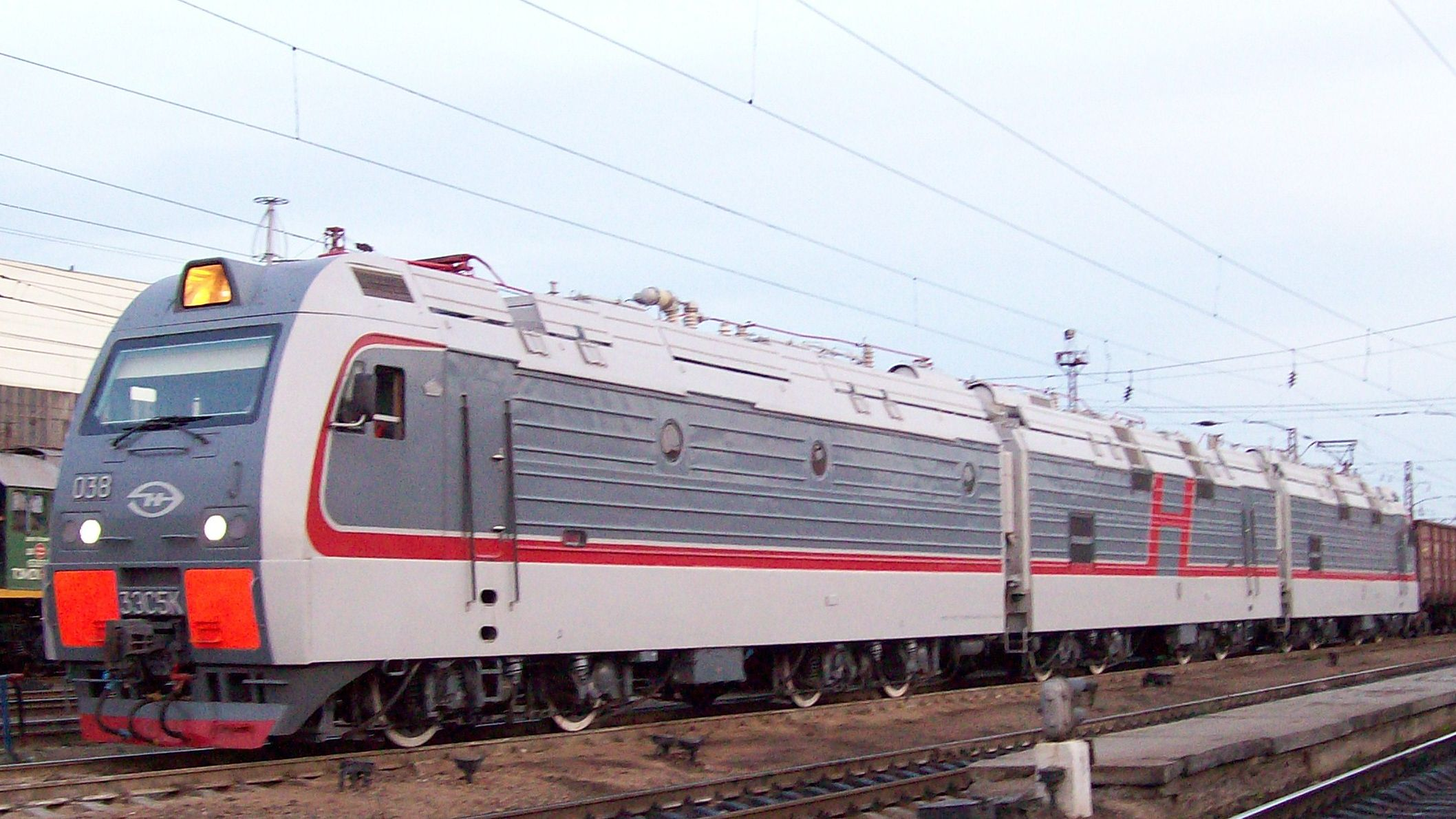
3ЭС5К-038

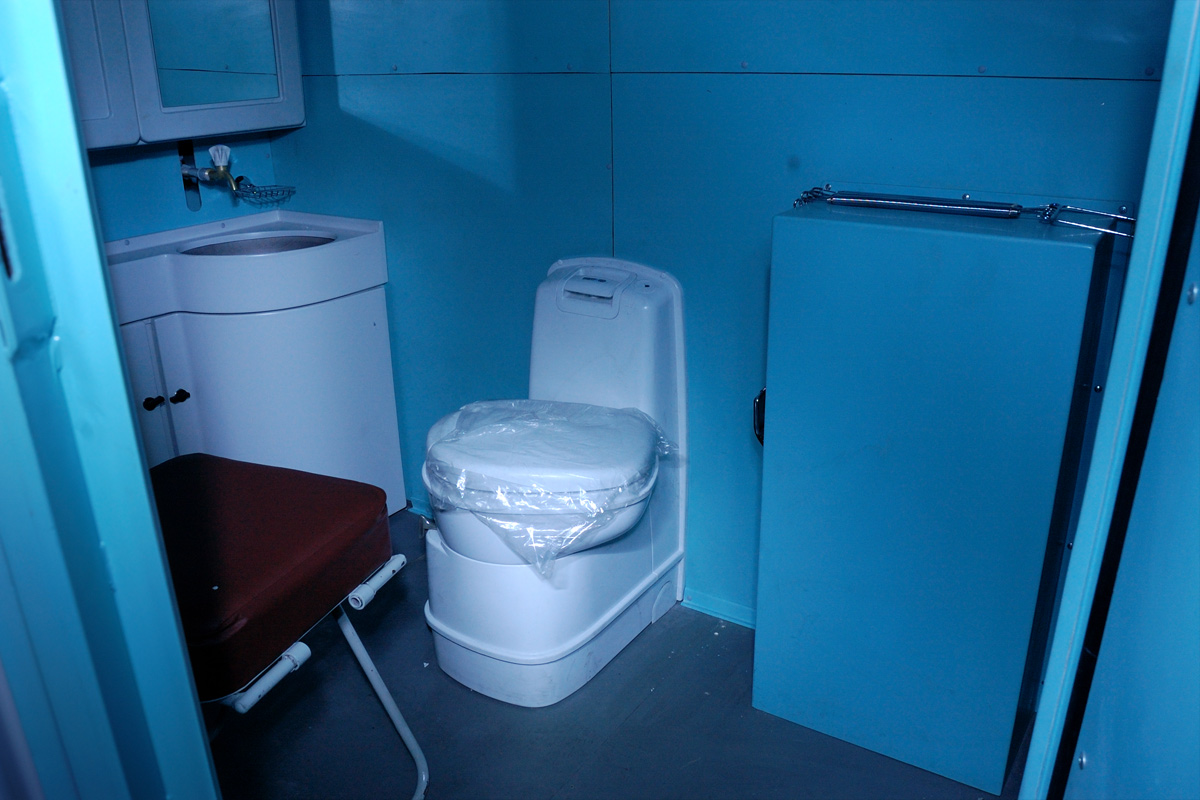
Санузел бустерной секции 3ЭС5К

Электровоз имеет в составе две головных и одну промежуточную бустерную секцию без кабин управления со сквозным проходом, которая позволяет увеличить мощность стандартного электровоза 2ЭС5К в полтора раза и использовать для транспортировки тяжёлых грузовых составов или работы на участках пути со значительным уклоном. Бустерная секция технически ничем не отличается от обычной, только вместо кабины управления имеет вторую торцевую стену с межсекционным переходом. Это обеспечивает удобство работы по сравнению с электровозами ВЛ80С и ВЛ80Р, работающими в трёхсекционной составности из трёх головных секций, позволяя локомотивной бригаде переходить между всеми секциями в процессе движения, что позволяет осматривать всё оборудование и выявлять возможные неисправности без необходимости остановки поезда. В промежуточной секции в пространстве, занимаемом кабиной в стандартном электровозе 2ЭС5К, оборудован просторный санузел. Длина и масса бустерной секции такая же, как и у головной.
Первые две опытные промежуточные секции были выпущены Новочеркасским заводом в 2006 году и на время испытаний были включены в состав электровозов 2ЭС5К-001 и 011 соответственно. Затем в 2007 году одна из них была включена на постоянную основу в новый электровоз 2ЭС5К-045, которому сменили обозначение серии на 2ЭС5КБ (Б — с бустерной секцией) и присвоили номер 001, в результате чего номер 045 прекратил существование среди 2ЭС5К и не был заполнен. После этого был начат серийный выпуск электровозов в трёхсекционном исполнении, и начиная с 2ЭС5КБ-002, в который была включена другая выпущенная ранее бустерная секция, электровозы строились изначально как трёхсекционные. После выпуска первых 13 электровозов серия была переименована в 3ЭС5К, и все выпущенные ранее 2ЭС5КБ также были переименованы в 3ЭС5К. Серия электровозов 3ЭС5К стала самой массовой в семействе «Ермак», в несколько раз превзойдя 2ЭС5К по количеству — по состоянию на август 2020 года было построено 1074 машины.
В 2013 году по заказу РЖД был построен опытный электровоз 3ЭС5К-434, который имел ряд технических усовершенствований по сравнению с серийными:
- масса каждой секции увеличена с 96 до 98 тонн для увеличения сцепного веса электровоза и более оптимального использования режимов тяги;
- установлена более современная микропроцессорная система управления МСУД-015;
- применены новые выпрямительно-инверторные преобразователи с функцией поосного регулирования силы тяги, позволяющей электровозу более плавно трогаться и ускоряться/тормозить, а также обходиться в ряде случаев без подсыпки песка;
- наряду с последовательным, появился режим независимого возбуждения тяговых двигателей для возможности улучшенного выхода электровоза из боксования.

Электровоз позднее временно испытывался как четырёхсекционный вместе с бустерной секцией от нового электровоза 4ЭС5К-001, который был достроен позднее.
В 2018 году был выпущен электровоз 3ЭС5К-879, оснащённый по сравнению с серийными машинами усовершенствованными тиристорными преобразователями.
В начале 2021 года создан и отправлен на испытания 3ЭС5К-1147, с установленным новым оборудованием — устройством активации трения локомотива (УАТЛ) и устройством смазывания гребней колёсных пар (УСГЛ). Эти усовершенствования позволяют увеличить пробег локомотивов между экипировками песком (УАТЛ даёт повышение сцепных свойств локомотива с эффектом полного исключения или снижения применения песка). Применение УГСЛ позволяет уменьшить износ гребней колёсных пар (повышая ресурс колёсных пар локомотива) и снижает сопротивление движения локомотива на кривых участках, а также даёт возможность уменьшить число экипировочных станций для заправки локомотивов песком.

#### 4ЭС5К
Электровоз имеет в составе две головных и две промежуточных бустерных секции и служит для вождения сверхтяжёлых длинных грузовых поездов на равнинной местности или тяжёлых поездов в горной местности на участках со сложным профилем, где мощности 3ЭС5К недостаточно, заменяя собой систему из двух двухсекционных электровозов. Использование двух бустерных секций вместо двух головных улучшает условия работы локомотивной бригады благодаря возможности прохода по всем секциям во время движения и уменьшает общую стоимость локомотивов за счёт отсутствия ненужных кабин. За счёт увеличения числа секций до четырёх электровоз получил мощность часового режима 13 120 кВт (при длительной мощности 12 240 кВт) наравне с системой из двух 2ЭС5К. До появления в 2020 году шестисекционного китайского электровоза «Шэнь-24» (Shen-24) имел статус самого большого и самого мощного электровоза в мире
. Почти одновременно с 4ЭС5К в России была создана комбинация электровоза 2ЭС10 с дополнительной (третьей) секцией 2ЭС10С (суммарная длительная мощность секций — 12 600 кВт — превосходит 4ЭС5К), однако единым изделием такая сплотка не является. Также по удельной мощности и мощности секций 4ЭС5К значительно уступает многим электровозам с асинхронным тяговым приводом, выигрывая лишь за счёт увеличенного числа секций.
Особенностью электровоза по сравнению с серийными 2ЭС5К и 3ЭС5К является увеличенная до 98 тонн масса секций, применение усовершенствованной микропроцессорной системы управления и выпрямительно-инверторных преобразователей, таких же, как на опытном электровозе 3ЭС5К-434. Кроме того, в то время как в одной из бустерных секций пространство вместо кабины по-прежнему занимает просторный санузел, в другой секции оно отведено под купе с двумя спальными полками для отдыха сменной локомотивной бригады или сопровождающих лиц и имеет боковое окно. У электровозов 4ЭС5К с номера 004 на всех секциях вместо силового кабельного монтажа применен шинный, во второй бустерной секции с купе также отсутствует блок мотор-компрессора и главные резервуары на крыше.
Изначально в июле 2014 года была построена только бустерная секция ЭС5К с купе для отдыха локомотивных бригад в исполнении с увеличенным весом и усовершенствованным оборудованием. Как и в случае с первой секцией 3ЭС5К, первая опытная секция на период испытаний изначально была включена в состав выпущенного ранее электровоза меньшей составности. Им стал построенный в 2013 году опытный электровоз 3ЭС5К-434, который также имел аналогичные преобразователи, независимое возбуждение тяговых двигателей и увеличенную массу секций. После прохождения испытаний секция была выцеплена из состава электровоза, а к ней были достроены ещё две головных и одна бустерная секция с санузлом, после чего сформированный электровоз получил обозначение 4ЭС5К-001. Всего до конца 2014 года было выпущено 3 электровоза серии. В 2017 году выпуск серии был возобновлён, и к концу 2018 года выпущено ещё 15 электровозов.

#### 2ЭС5С «Атаман»

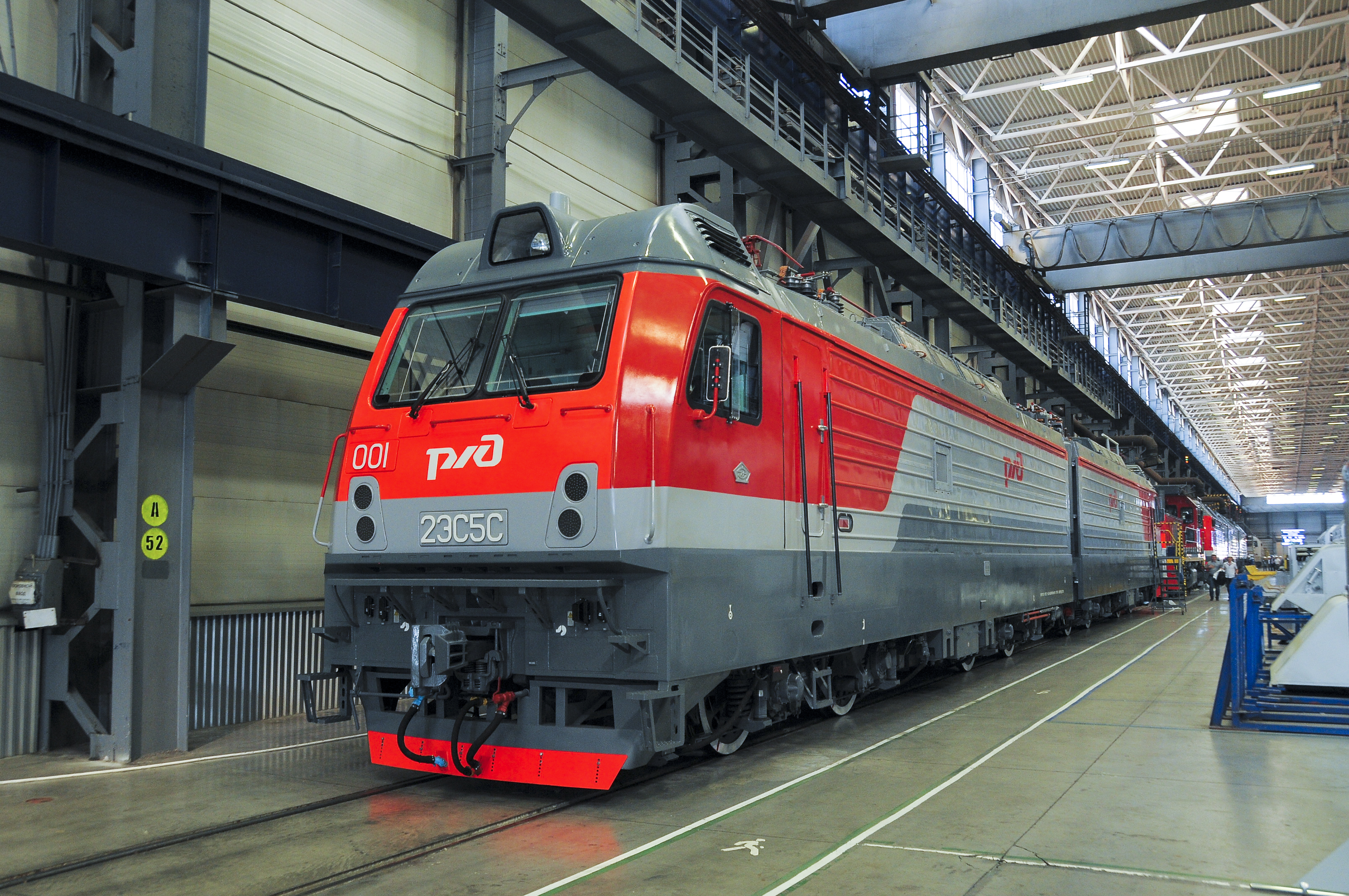
2ЭС5С-001 на Брянском машиностроительном заводе

Электровоз 2ЭС5С спроектирован на основе 2ЭС5К и отличается от него применением более мощных асинхронных тяговых двигателей вместо традиционных коллекторных, а также соответствующих им тяговых преобразователей. Первоначально проект 2ЭС5С разрабатывался с 2015 года на основе электровозов 2ЭС5 «Скиф», которые, несмотря на схожесть в обозначении с электровозами ЭС5К, имеют принципиально иную конструкцию кузова, разработанную совместно с французской компанией Alstom. Электровоз 2ЭС5С в первоначальном варианте являлся новым представителем линейки «Скифов» и должен был иметь аналогичную конструкцию механической части, отличаясь от 2ЭС5 только применением отечественного преобразующего и тягового электрооборудования вместо более дорогостоящего импортного при сохранении всех технических характеристик.
Однако впоследствии в целях удешевления производства проект был кардинально изменён, и за основу конструкции вместо более современного «Скифа» был взят кузов электровоза «Ермак», подвергшийся ряду незначительных изменений, таких как немного утопленный низ лобовой части и отсутствие боковых окон у машинного отделения. На электровозе применены производимые в России тяговые электродвигатели, тяговый преобразователь, тяговый трансформатор, вспомогательный привод, компрессорное оборудование и оборудование системы управления. Интерьер кабины и столешница пульта управления электровоза 2ЭС5С схожи с пультом электровозов 2ЭС5К, однако органы управления на нём по конструкции и расположению близки к электровозу 2ЭС5.
В конце 2017 года Новочеркасский завод построил по такому (новому) проекту первый электровоз серии под номером 001, который в течение первой половины 2018 года находился на заводе и проходил наладку. В июне того же года электровоз вышел из ворот завода и был отправлен на закрытую презентацию на Брянский машиностроительный завод.
По состоянию на начало 2019 года электровоз проходил испытания на экспериментальном кольце АО «ВНИИЖТ» (ЭК ВНИИЖТ, в городском округе Щербинка).
В сентябре 2019 года, одновременно с трёхсекционной версией (3ЭС5С), локомотив завершил цикл испытаний.
Эксплуатационные испытания с грузовыми составами массой 7,1 тыс. тонн проводились на участке Артышта-II — Алтайская Западно-Сибирской железной дороги. При этом проверялся режим энергоэффективного ведения поезда за счёт отключения части ТЭД при избыточной мощности локомотива, исследовались алгоритмы выбора оптимального режима. Эксплуатационные испытания завершились в начале декабря 2019 года. В марте 2020 года выданы сертификаты соответствия требованиям технического регламента Таможенного союза на электровозы 2ЭС5С и 3ЭС5С.
Осенью 2020 года на НЭВЗ проведено голосование, в ходе которого выбиралось имя для его локомотивов с асинхронным приводом. В голосовании участвовали 123 работника НЭВЗ, выбиравшие из 184 предложенных вариантов. По итогам голосования электровоз 2ЭС5С и его трёхсекционная версия 3ЭС5С (см. ниже) получили государственное свидетельство на товарный знак «Атаман».

#### 3ЭС5С «Атаман»

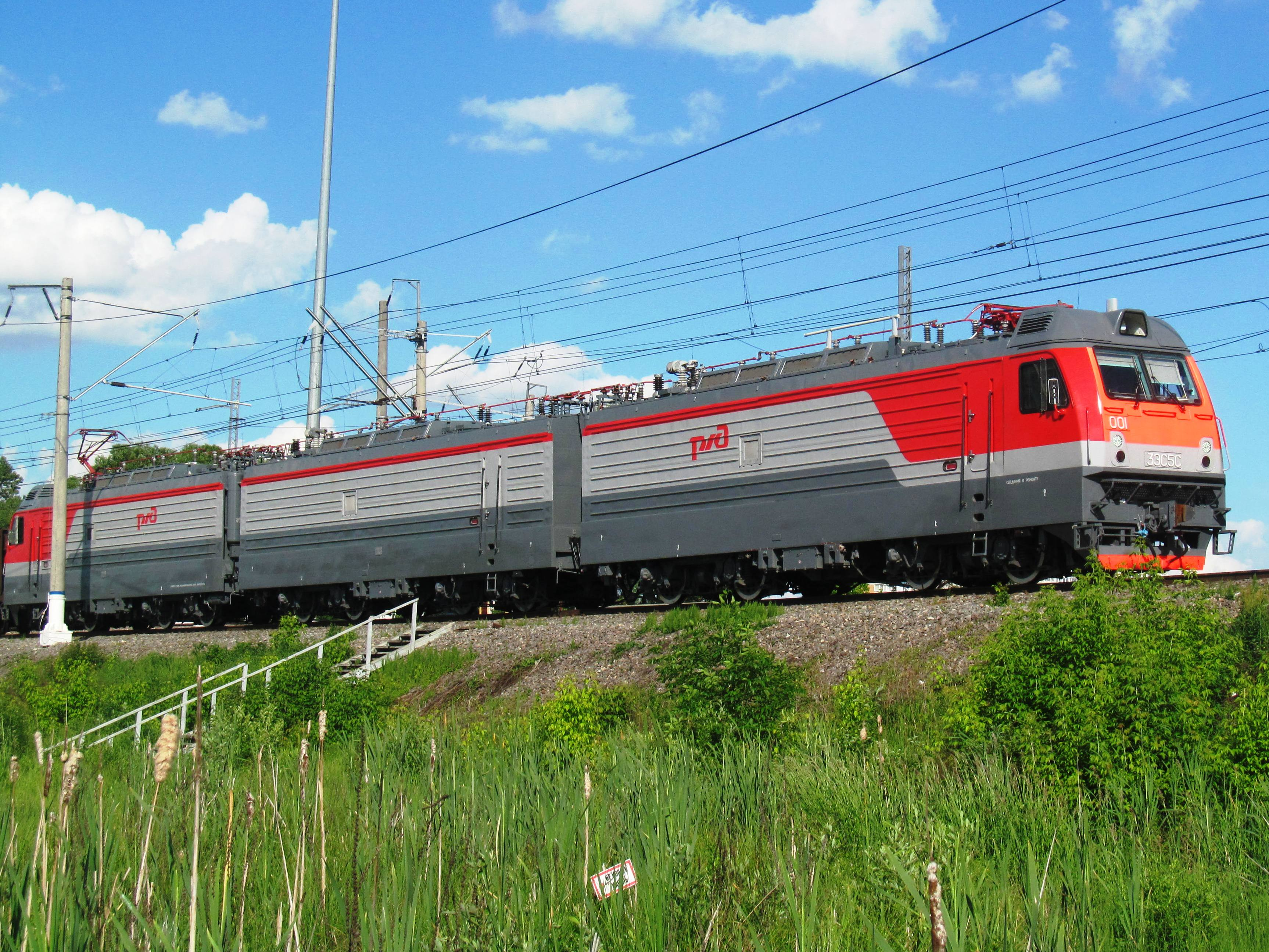
3ЭС5С-001 (опытный образец) на ЭК ВНИИЖТ

Трёхсекционная модификация электровоза 2ЭС5С (добавлена средняя бустерная секция, предназначенная для обеспечения вождения поездов установленной массы 7,1 тыс. тонн и более). Также, как и двухсекционная версия, имеет товарный знак «Атаман». Максимальная скорость движения 120 км/ч. В мае 2019 года опытный образец 3ЭС5С передан на ЭК ВНИИЖТ в Щербинку, для проведения пробега около 5000 км и прохождения сертификационных испытаний. В ходе испытаний планировалось проверить тягово-энергетические показатели, микроклимат и электромагнитную совместимость. В июне того же года этот пробег был завершён с положительными результатами. Пробег проводился на скоростях от 0 до 120 км/ч под нагрузкой с составом массой 5,4 тыс. тонн. Через два месяца (в августе) начались очередные испытания на скоростном полигоне депо Белореченская Северо-Кавказской железной дороги. Эти динамико-прочностные испытания проводятся для определения нагрузок, передающихся на железнодорожные пути от локомотива, а также допустимых скоростей при прохождении кривых различного радиуса.
Как было сказано выше, в сентябре 2019 года, одновременно с двухсекционной версией, 3ЭС5С завершил цикл испытаний, а марте 2020 года выданы сертификаты соответствия требованиям технического регламента Таможенного союза на электровозы 2ЭС5С и 3ЭС5С.
Примерно за два месяца до получения данного сертификата успешно завершена подконтрольная эксплуатация 3ЭС5С. Проверке подлежал режим энергоэффективного ведения состава; в этом режиме экономия достигается за счёт отключения части тяговых двигателей при избыточной мощности. Для испытаний выбраны линии с достаточно сложными профилями (участки Лихая — Новороссийск — Лихая и Крымская — Грушевая). Совершено девять опытных поездок с целью определения технологии пропуска грузовых поездов массой 7,1 тыс. тонн.

## Общие сведения
Электровозы семейства Э5К/ЭС5К «Ермак» предназначены для вождения грузовых, пассажирских и вывозных поездов на железных дорогах колеи 1520 мм, электрифицированных на однофазном переменном токе номинального напряжения 25 кВ и частоты 50 Гц. Электровоз рассчитан на работу при напряжении в контактной сети от 19 до 29 кВ и температуре наружного воздуха от −50 до +50 °С (предельное рабочее значение) и высоте над уровнем моря до 1200 м. Электрооборудование, устанавливаемое в кузове электровоза, рассчитано на работу при температуре от −50 до +60 °С.
По сути электровозы семейства Э5К/ЭС5К являются следующей эволюционной ступенью развития электровозов семейства ВЛ80 с осевой формулой секции 20—20 и позиционируются как их основная замена. ЭС5К во многом схожи с ВЛ80 по конструкции, размерам и расположению оборудования, но отличаются более современным электрооборудованием, во многом унаследованном от электровозов ВЛ85, новой обтекаемой формой лобовой части, современной кабиной машиниста и микропроцессорной системой управления. Также если все электровозы ВЛ80 выпускались только в качестве однокабинных секций, некоторые из которых затем модернизировались в бустерные секции или двухкабинные одиночные локомотивы, то у ЭС5К изначально с завода создавались и одиночные локомотивы Э5К, и бустерные секции.
Электровозы ЭС5К имеют конструктивный аналог для линий постоянного тока напряжения 3 кВ — электровоз ЭС4К «Дончак», унифицированный по узлам механической части, кабине управления, пневматическому и тормозному оборудованию и выпускаемый в составе двух (2ЭС4К) и трёх (3ЭС4К) секций. Одиночный двухкабинный электровоз Э4К не выпускается из-за невостребованности на участках постоянного тока, хотя конструктивно возможно его создание. По мощности секция ЭС4К несколько уступает секции ЭС5К (3200 против 3280 кВт в часовом режиме соответственно), однако по конструкции механической части полностью идентична ей, за исключением передаточного отношения редуктора. В отличие от ЭС5К, ЭС4К имеет возможность не только рекуперативного, но и реостатного торможения. Хотя на электровозе ЭС4К отсутствует тяжёлое электрооборудование для понижения напряжения преобразования переменного тока в постоянный как на ЭС5К, вместо него на нём установлены пуско-тормозные резисторы, благодаря чему масса секции ЭС4К такая же, как и у ЭС5К — 96 т.

### Составность

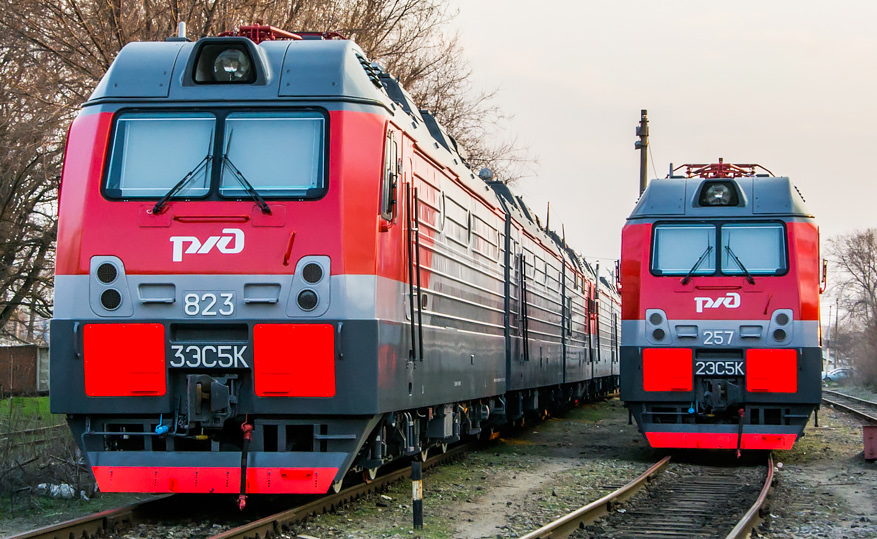
Электровозы 3ЭС5К-823 и 2ЭС5К-257

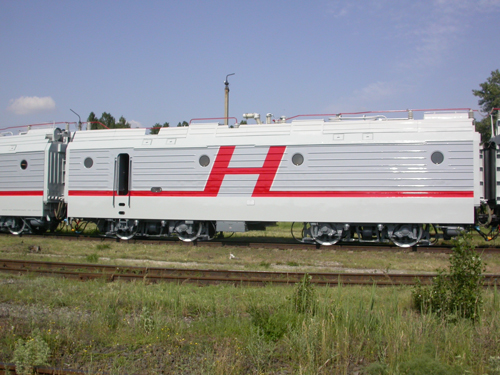
Бустерная секция в составе 3ЭС5К

Электровозы Э5К являются одиночными двухкабинными локомотивами, в то время как ЭС5К формируются из нескольких секций: 2ЭС5К — из двух головных, 3ЭС5К — из двух головных и одной промежуточной бустерной между ними, а 4ЭС5К — из двух головных и двух промежуточных бустерных между ними. Головные секции ЭС5К имеют одну кабину управления с одной стороны и межсекционный переход с другой, а бустерные — два межсекционных перехода по обоим концам. Поскольку секции ЭС5К содержат полный комплект оборудования, они могут эксплуатироваться и как одиночные локомотивы, однако в отличие от двухкабинных электровозов Э5К их эксплуатация в таком режиме ограничена из-за неудобства обзора для машиниста при маневрировании задним ходом и необходимости разворота на конечных пунктах следования.
Два двухсекционных электровоза 2ЭС5К могут сцепляться друг с другом по системе многих единиц, управляясь из одной кабины; также возможно сцепление одной головной секции задом к двухсекционному электровозу в систему из трёх секций. В то же время в случае вцепления бустерных секций между головными (в случае 3ЭС5К и 4ЭС5К) эксплуатация по системе многих единиц с управлением из одной кабины не предусматривается, тем не менее два электровоза могут работать совместно. Однако секции электровозов 3ЭС5К и 4ЭС5К унифицированы с 2ЭС5К и имеют розетки на лобовой части, что позволяет им в случае выцепления бустерной секции эксплуатироваться по СМЕ.
Таким образом, возможны следующие варианты составности:
- одиночный локомотив Э5К;
- одиночная секция ЭС5К;
- двухсекционный электровоз 2ЭС5К (две головные секции, сцепленные хвостовыми частями друг к другу);
- два двухсекционных электровоза 2ЭС5К+2ЭС5К (электровозы сцеплены головными частями);
- три головных секции ЭС5К+2ЭС5К (третья головная секция сцеплена хвостовой частью к головной части 2ЭС5К);
- трёхсекционный электровоз 3ЭС5К (две головные секции ЭС5К и одна бустерная между ними);
- четырёхсекционный электровоз 4ЭС5К (две головные секции ЭС5К и две бустерные между ними).

### Нумерация и маркировка
Электровозы семейства Э5К/ЭС5К всех серий получали трёхзначные номера по возрастанию по очереди в порядке выпуска, начиная с 001. Каждая серия электровозов имеет свою собственную отдельную нумерацию.
Маркировка с обозначением серии и номера электровоза нанесена на лобовой части в виде объёмных металлических букв. У электровозов раннего выпуска с горизонтальными буферными фонарями маркировка нанесена аналогично электровозам ВЛ85: серия размещена по центру над автосцепкой, а трёхзначный номер — над правым буферным фонарём под лобовым стеклом. У подавляющего большинства электровозов с наклонными буферными фонарями обозначение номера размещено по центру над обозначением серии на уровне между нижними буферными фонарями. У некоторых электровозов с наклонными фонарями, например 3ЭС5К-340 и ближних к нему номеров обозначение серии указывалось непосредственно под лобовым стеклом над логотипом по центру, а обозначение номера — над правым буферным фонарём. По центру кабины на уровне немного ниже лобового стекла на многих электровозах раннего выпуска размещался логотип Новочеркасского завода в виде наклонной буквы «Н» в овале, а на электровозах поздних выпусков — логотип оператора (в случае РЖД логотип надпись имеет начертание в виде «p/d»).
На многих электровозах обозначение номера в серии или сетевого номера также нанесено на головных секциях сбоку белой краской под правым боковым окном кабины машиниста. У электровозов ранних выпусков, как правило, указывался только сетевой номер по середине между низом окна и низом кузова, а у электровозов поздних выпусков непосредственно под окном указан номер в серии, а снизу — сетевой номер. В пространстве между окном кабины машиниста и входной дверью по правому борту на некоторых электровозах указано депо приписки.

### Технические характеристики
Основные технические характеристики электровозов семейства Э5К и ЭС5К:
| Параметр                                                   | Параметр                                                   | Модель электровоза        | Модель электровоза        | Модель электровоза        | Модель электровоза        |
| Параметр                                                   | Параметр                                                   | Э5К                       | 2ЭС5К                     | 3ЭС5К                     | 4ЭС5К                     |
| ---------------------------------------------------------- | ---------------------------------------------------------- | ------------------------- | ------------------------- | ------------------------- | ------------------------- |
| Осевая формула                                             | Осевая формула                                             | 20—20                     | 2×(20—20)                 | 3×(20—20)                 | 4×(20—20)                 |
| Размеры                                                    |                                                            |                           |                           |                           |                           |
| Габарит                                                    | Габарит                                                    | 1-Т                       | 1-Т                       | 1-Т                       | 1-Т                       |
| Длина, мм                                                  | по осям автосцепок                                         | 19 302                    | 2×17 502 (35 004)         | 3×17 502 (52 506)         | 4×17 502 (70 008)         |
| Длина, мм                                                  | по кузову                                                  | 18 555                    | 16 755                    | 16 755                    | 16 755                    |
| Длина, мм                                                  | по раме                                                    | 18 050                    | 16 250                    | 16 250                    | 16 250                    |
| Ширина, мм                                                 | по верху боковых стен                                      | 3140                      | 3140                      | 3140                      | 3140                      |
| Ширина, мм                                                 | по раме                                                    | 3200                      | 3200                      | 3200                      | 3200                      |
| Ширина, мм                                                 | по зеркалам                                                | 3550—3565                 | 3550—3565                 | 3550—3565                 | 3550—3565                 |
| Высота от уровня рельс, мм                                 | крышевого оборудования                                     | 5205                      | 5205                      | 5205                      | 5205                      |
| Высота от уровня рельс, мм                                 | опущенного токоприёмника                                   | 5050                      | 5050                      | 5050                      | 5050                      |
| Высота от уровня рельс, мм                                 | поднятого токоприёмника                                    | 5500—7000                 | 5500—7000                 | 5500—7000                 | 5500—7000                 |
| Высота от уровня рельс, мм                                 | пола                                                       | 1750                      | 1750                      | 1750                      | 1750                      |
| Высота от уровня рельс, мм                                 | оси автосцепок                                             | 1060±20                   | 1060±20                   | 1060±20                   | 1060±20                   |
| Размеры ходовой части, мм                                  | База между центрами тележек                                | 10 300                    | 8500                      | 8500                      | 8500                      |
| Размеры ходовой части, мм                                  | Колёсная база тележек                                      | 2900                      | 2900                      | 2900                      | 2900                      |
| Размеры ходовой части, мм                                  | Диаметр колёс                                              | 1250—1160                 | 1250—1160                 | 1250—1160                 | 1250—1160                 |
| Размеры ходовой части, мм                                  | Ширина колеи                                               | 1520                      | 1520                      | 1520                      | 1520                      |
| Размеры ходовой части, мм                                  | Минимальный радиус проходимых кривых                       | 125×10³                   | 125×10³                   | 125×10³                   | 125×10³                   |
| Весовые показатели                                         |                                                            |                           |                           |                           |                           |
| Рабочая масса, т                                           | Рабочая масса, т                                           | 100±2                     | 192±4                     | 288±6                     | 392±8                     |
| Нагрузка от оси на рельсы, тс                              | Нагрузка от оси на рельсы, тс                              | 25±0,5                    | 24±0,5                    | 24±0,5                    | 24,5±0,5                  |
| Максимальная разность нагрузки между колёсами оси, кН (тс) | Максимальная разность нагрузки между колёсами оси, кН (тс) | 4,9 (0,5)                 | 4,9 (0,5)                 | 4,9 (0,5)                 | 4,9 (0,5)                 |
| Запас песка, л                                             | Запас песка, л                                             | 600                       | 1200                      | 1800                      | 2400                      |
| Тягово-энергетические характеристики                       |                                                            |                           |                           |                           |                           |
| Напряжение и род тока в контактной сети                    | Номинальное напряжение, кВ                                 | 25                        | 25                        | 25                        | 25                        |
| Напряжение и род тока в контактной сети                    | Допустимое напряжение, кВ                                  | 19—29                     | 19—29                     | 19—29                     | 19—29                     |
| Напряжение и род тока в контактной сети                    | Род и частота тока, Гц                                     | однофазный переменный, 50 | однофазный переменный, 50 | однофазный переменный, 50 | однофазный переменный, 50 |
| Передаточное отношение редуктора                           | Передаточное отношение редуктора                           | 88 : 21                   | 88 : 21                   | 88 : 21                   | 88 : 21                   |
| Мощность на валах тяговых двигателей, кВт                  | часового режима                                            | 3280 (4×820)              | 6560 (8×820)              | 9840 (12×820)             | 13 120 (16×820)           |
| Мощность на валах тяговых двигателей, кВт                  | длительного режима                                         | 3060 (4×765)              | 6120 (8×765)              | 9180 (12×765)             | 12240 (16×765)            |
| Сила тяги часового режима, кН (тс)                         | при 49,9 км/ч (оптимальная скорость)                       | 232 (23,65)               | 464 (47,3)                | 696 (90,95)               | 928 (121,6)               |
| Сила тяги длительного режима, кН (тс)                      | при трогании с места                                       | 339 (34,6)                | 678 (69,1)                | 1017 (103,7)              | 1356 (138,3)              |
| Сила тяги длительного режима, кН (тс)                      | при 10 км/ч                                                | 292 (29,8)                | 584 (59,6)                | 877 (89,4)                | 1169 (119,2)              |
| Сила тяги длительного режима, кН (тс)                      | при 20 км/ч                                                | 275 (28,0)                | 549 (56,0)                | 823 (83,9)                | 1098 (112,0)              |
| Сила тяги длительного режима, кН (тс)                      | при 30 км/ч                                                | 263 (26,8)                | 526 (53,6)                | 789 (80,5)                | 1052 (107,3)              |
| Сила тяги длительного режима, кН (тс)                      | при 40 км/ч                                                | 254 (25,9)                | 508 (51,8)                | 762 (77,7)                | 1106 (103,6)              |
| Сила тяги длительного режима, кН (тс)                      | при 50 км/ч                                                | 230 (23,5)                | 460 (46,9)                | 690 (70,4)                | 920 (93,8)                |
| Сила тяги длительного режима, кН (тс)                      | при 51 км/ч (оптимальная скорость)                         | 211,5 (21,6)              | 423 (43,1)                | 634,5 (64,7)              | 826 (86,2)                |
| Сила тяги длительного режима, кН (тс)                      | при 60 км/ч                                                | 180 (18,4)                | 359 (36,7)                | 539 (55,0)                | 719 (73,3)                |
| Сила тяги длительного режима, кН (тс)                      | при 70 км/ч                                                | 154 (15,7)                | 308 (31,4)                | 462 (47,1)                | 616 (62,8)                |
| Сила тяги длительного режима, кН (тс)                      | при 80 км/ч                                                | 135 (13,8)                | 269 (27,4)                | 404 (41,2)                | 539 (55,0)                |
| Сила тяги длительного режима, кН (тс)                      | при 90 км/ч                                                | 120 (12,2)                | 239 (24,4)                | 359 (36,6)                | 479 (48,8)                |
| Сила тяги длительного режима, кН (тс)                      | при 100 км/ч                                               | 108 (11,0)                | 215 (21,9)                | 323 (32,9)                | 431 (43,9)                |
| Сила тяги длительного режима, кН (тс)                      | при 110 км/ч (максимальная скорость)                       | 75 (7,6)                  | 150 (15,3)                | 225 (22,9)                | 300 (30,6)                |
| Скорость, км/ч                                             | часового режима                                            | 49,9                      | 49,9                      | 49,9                      | 49,9                      |
| Скорость, км/ч                                             | длительного режима                                         | 51                        | 51                        | 51                        | 51                        |
| Скорость, км/ч                                             | конструкционная                                            | 110                       | 110                       | 110                       | 110                       |
| Тормозное усилие, кН (тс)                                  | при скорости 50 км/ч                                       | 225 (22,95)               | 450 (45,9)                | 675 (68,85)               | 900 (89,8)                |
| Тормозное усилие, кН (тс)                                  | при скорости 80 км/ч                                       | 150 (15,3)                | 300 (30,6)                | 450 (45,9)                | 600 (61,2)                |
| Тормозное усилие, кН (тс)                                  | при скорости 90 км/ч                                       | 125 (12,75)               | 250 (49,5)                | 375 (38,25)               | 500 (99,0)                |
| Кпд длительного режима                                     | Кпд длительного режима                                     | 0,86                      | 0,85                      | 0,85                      | 0,85                      |
| Коэффициент мощности длительного режима                    | Коэффициент мощности длительного режима                    | 0,84                      | 0,9                       | 0,9                       | 0,9                       |

## Конструкция

### Механическая часть
Электровоз имеет стальной кузов вагонного типа с главной рамой, на которую устанавливаются пластиковая блок-кабина управления и комплект оборудования.
Ходовая часть исполнена с опорно-осевым подвешиванием тяговых электродвигателей с моторно-осевыми подшипниками скольжения. Применены тележки ВЛ65, от тележки ВЛ80 и ВЛ85 эта тележка отличается отсутствием листовых рессор, а от тележки ВЛ80, кроме того — отсутствием шкворней, передача усилия идёт через наклонную тягу.

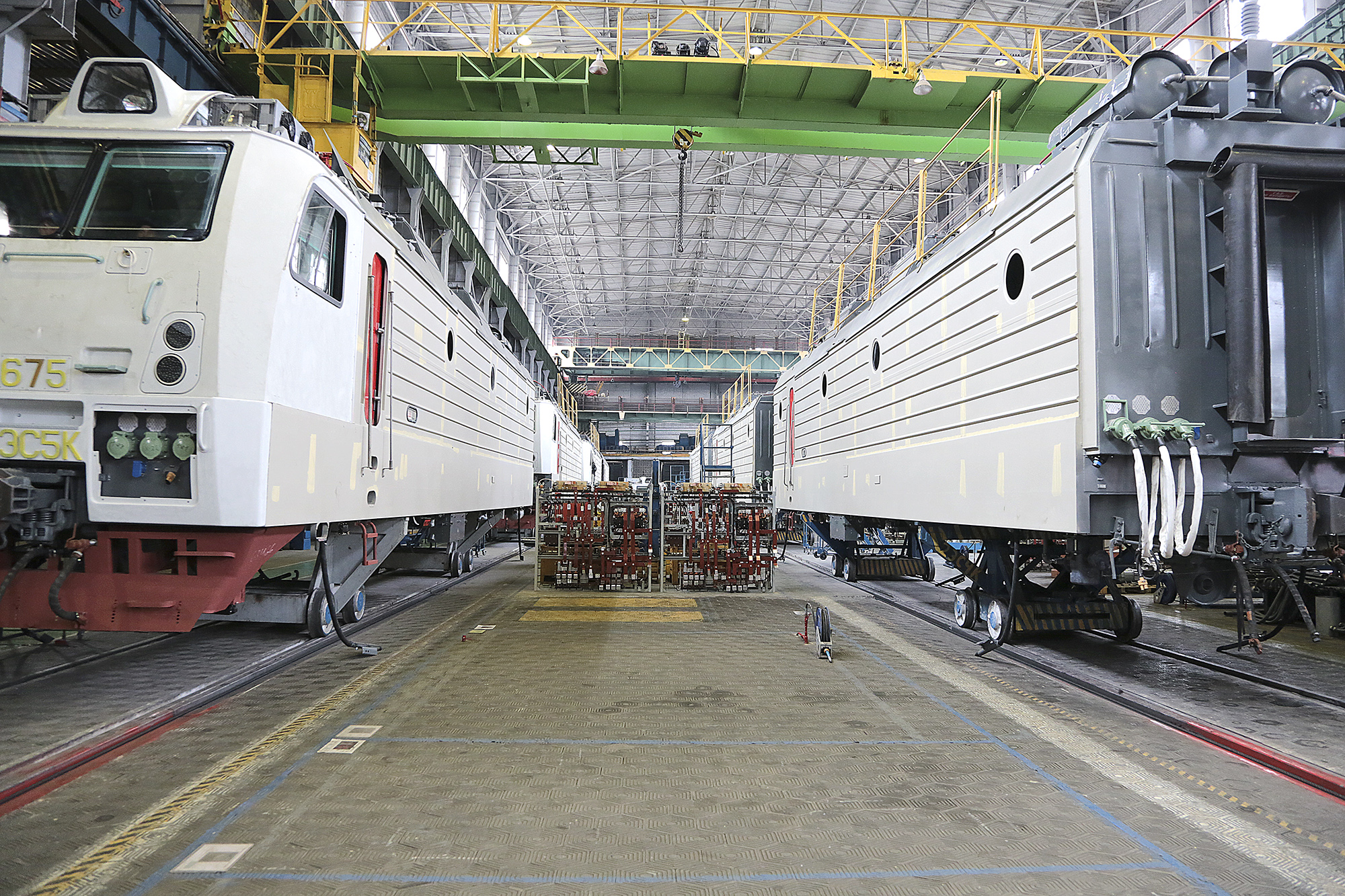
Кузова секций 3ЭС5К в процессе сборки. Вид спереди и сзади
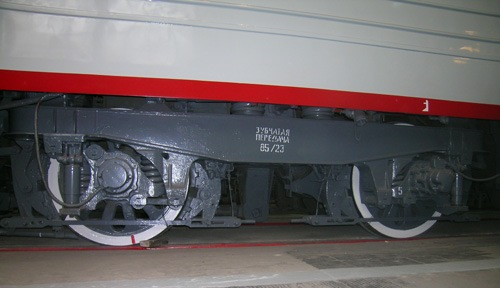
Тележка 2ЭС5К
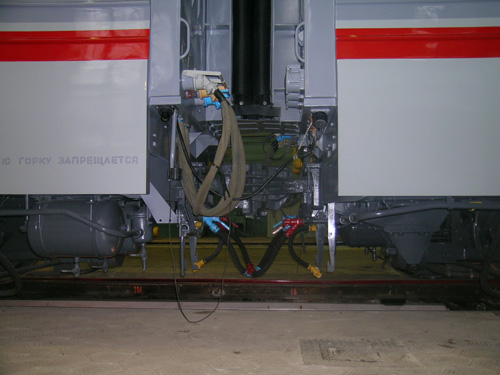
Межсекционное сцепление

С 1 октября НЭВЗ приступил к серийному выпуску 2ЭС5К, 3ЭС5К, 4ЭС5К имеющей повышенный уровень пассивной безопасности и обновлённый национальным центром промышленного дизайна и инноваций «2050.Лаб» (дизайн-концепция «ДНК бренда») дизайн маски. После прохождения комплекса испытаний на 3ЭС5К-1411 такая кабина была сертифицирована (сертификат соответствия требованиям Технического регламента Таможенного союза). Значительно усилен металлический каркас кабины (за счёт увеличения сечения балок лобовой части на 100 мм). В конструкцию пола добавлены рёбра жёсткости, применена более прочная сталь. Для освещения железнодорожного пути кабина получила светодиодный прожектор ГИС-6П с обогреваемым стеклом и светодиодные буферные фонари.
В мероприятиях по совершенствованию конструкции на 2023—2024 годы есть поручение установить новую конструкцию двери в кабину (разработка поставщика кабин — ООО «Полёт Сервис»), причём как для новых, так и для уже поставленных локомотивов.

### Электрическая часть
В электровозе применены усовершенствованные тяговые электродвигатели НБ-514Д, электрическое рекуперативное торможение, а также микропроцессорная система управления, обеспечивающая ручное и автоматическое управление движением, диагностику параметров движения и работы всего оборудования электровоза.
По расположению оборудования и электрической схеме электровозы Э5К похожи на электровоз ВЛ85, на базе которого и были созданы. От ВЛ85 они отличаются применением технических решений, уже опробованных на электровозах семейства ЭП1 — более экономичной системой вентиляции, конденсаторным запуском вспомогательных двигателей с возможностью их работы в режиме низкой скорости (НЧ), применением микропроцессорной системы управления и диагностики. На НЧ машины работают за счёт питания от преобразователя частоты и числа фаз ПЧФ-136, понижающего сетевую частоту втрое — до 16,7 Гц, а напряжение до 40 В (так называемая «вентиляторная» параболическая вольт-амперная характеристика). Однако конденсаторный запуск вспомогательных машин, на электровозах ВЛ используемый как резервный, а на ЭП1 и Э5К как основной, впоследствии был дополнен системой с использованием пускового двигателя ПД (то же самое, что фазорасщепитель на ВЛ60, ВЛ80 и ВЛ85), с последующей модернизацией ранее выпущенных локомотивов. В отличие от электровозов ВЛ, на ЭС5К в качестве фазорасщепителя применена не специальная машина, а двигатель такого же типа, как для привода вентиляторов — НВА-55. Для установки ПД с электровоза снимается ПЧФ и пропадает режим работы машин на НЧ.
Подключение электровоза к контактной сети осуществляется токоприёмником, установленным на крыше каждой секции (кроме бустерной (промежуточной) секции). В отличие от электровозов ВЛ80 и ВЛ85, на серии ЭС5К используется токоприёмник типа полупантограф. От токоприёмника высокое напряжение контактной сети через главный выключатель (ГВ) поступает на первичную обмотку тягового трансформатора. Тяговый трансформатор (по схеме — Т5) понижает напряжение контактной сети до значений, необходимых для работы тяговых двигателей и вспомогательных машин. Как и на электровозах серии ВЛ, на каждой секции установлены один главный выключатель и один тяговый трансформатор. Подключение бустерной секции к контактной сети осуществляется через токоприёмник хвостовой (головной) секции. Пройдя через первичную обмотку тягового трансформатора, ток через заземляющие устройства уходит в рельсы.
Тяговый трансформатор имеет 4 вторичные обмотки. Две из них являются тяговыми обмотками: от них через выпрямительно-инверторные преобразователи (ВИП) получают питание тяговые электродвигатели секции. От третьей обмотки (обмотки собственных нужд) получают питание вспомогательные машины и другие вспомогательные цепи переменного тока. От четвёртой обмотки через выпрямительную установку возбуждения (ВУВ) питаются обмотки возбуждения тяговых двигателей в режиме рекуперативного торможения.
Каждая тяговая обмотка трансформатора имеет 4 вывода, и соответственно, 3 секции с напряжениями 315 В, 315 В и 630 В. Напряжение между крайними выводами каждой обмотки составляет 1260 В. С выводов каждой тяговой обмотки переменное напряжение поступает на свой выпрямительно-инверторный преобразователь (ВИП). К каждому из двух ВИП секции (обозначение по схеме — U1, U2) подключены два тяговых двигателя, включенные параллельно. Каждый ВИП состоит из тиристоров, включённых в 8 плеч по мостовой схеме. Наличие 8 плеч объясняется наличием трёх секций у тяговой обмотки и обеспечивает регулирование напряжения на тяговых двигателях в 4 этапа (4-зонное регулирование). В режиме тяги ВИП работают как управляемые выпрямители, обеспечивая преобразование переменного напряжения в постоянное, подаваемое на тяговые двигатели, а также регулирование величины этого постоянного напряжения. Регулирование напряжения на выходе ВИП осуществляется путем изменения угла открытия тиристоров ВИП, а также путем открытия тиристоров определённых плеч ВИП. В режиме рекуперации ВИП работают как управляемые инверторы, обеспечивая преобразование постоянного напряжения, выработанного тяговыми двигателями, в переменное частотой 50 Гц, подаваемое через тяговый трансформатор в контактную сеть.
С выхода каждого ВИП постоянное (точнее, пульсирующее) напряжение поступает на два последовательно включенных тяговых электродвигателя постоянного тока. В режиме тяги тяговые двигатели имеют последовательное возбуждение. Для регулирования скорости движения электровоза в режиме тяги, кроме изменения напряжения на тяговых двигателях с помощью ВИП, предусмотрено ослабление возбуждения тяговых двигателей путем подключения параллельно обмоткам возбуждения двигателей шунтирующих резисторов. Ослабление возбуждения осуществляется в три ступени (70 %, 52 % и 43 %). Для этого на каждый двигатель предусмотрены 3 группы резисторов ослабления возбуждения. Их подключение к обмотке возбуждения выполняется тремя электропневматическими контакторами (всего по схеме таких контакторов 12). В режиме ослабления возбуждения последовательно с резисторами ослабления возбуждения включаются индуктивные шунты (по одному шунту на один тяговый двигатель). Они обеспечивают защиту тяговых двигателей от бросков тока в переходных режимах.
Изменение направления движения электровоза осуществляется (как и на электровозах переменного тока серии ВЛ) путём изменения направления тока, протекающего через обмотки возбуждения двигателей. Это изменение выполняется реверсорами — переключателями кулачкового типа с электропневматическим приводом. Реверсоры, по схеме QP1, переключаются при обесточенных двигателях, поэтому контакты реверсоров не имеют дугогашения. На каждые два тяговых двигателя установлен один реверсор. Интересно, что для движения электровоза в направлении «Вперёд» реверсор передней по ходу движения секции занимает положение «Вперёд», а реверсор задней секции — положение «Назад».
Для сглаживания пульсаций выпрямленного тока, протекающего через двигатели, в цепь каждого тягового двигателя включен сглаживающий реактор. Для уменьшения пульсаций тока, протекающего через обмотки возбуждения двигателей, каждая обмотка возбуждения постоянно зашунтирована отдельным резистором.
Для ввода электровоза в депо предусмотрено питание тяговых двигателей низким напряжением от внешнего источника. Для этого «плюс» источника питания подаётся на розетку питания двигателей от сети депо, а «минус» — на рельсы или кузов электровоза. Подключение тяговых двигателей к розетке и кузову электровоза выполняется двумя 3-полюсными разъединителями QS5 с ручным приводом (один разъединитель на два тяговых двигателя). Нормально эти разъединители выключены; при их включении исключается подъём токоприёмников, что исключает питание двигателей от двух источников одновременно.
На электровозе предусмотрено электрическое рекуперативное торможение (рекуперация). В этом режиме тяговые двигатели работают как генераторы постоянного тока с независимым возбуждением: обмотки возбуждения двигателей питаются от отдельной вторичной обмотки тягового трансформатора через выпрямительную установку возбуждения (ВУВ), по схеме U3. Она представляет собой управляемый выпрямитель на тиристорах, собранный по схеме с нулевым выводом. ВУВ обеспечивает преобразование однофазного переменного напряжения в регулируемое по величине постоянное, подаваемое на обмотки возбуждения. Перевод тяговых двигателей в режим электрического рекуперативного торможения выполняется тормозными переключателями — кулачковыми переключателями с электропневматическим приводом. На каждой секции установлены 2 тормозных переключателя, по схеме QT1, по одному на каждые два тяговых двигателя. По конструкции тормозные переключатели аналогичны реверсорам и имеют два положения — «Тяга» и «Тормоз». В положении «Тяга» они подключают обмотки возбуждения двигателей последовательно с обмотками якорей. При поступлении команды на сбор схемы электрического торможения тормозные переключатели переключаются в положение «Тормоз». При этом они отключают обмотки возбуждения от обмоток якорей и соединяют все 4 обмотки возбуждения последовательно. После этого отдельный электропневматический контактор К1 подключает обмотки возбуждения к ВУВ. Далее система управления открывает тиристоры ВУВ и через обмотки возбуждения протекает ток. На выводах обмоток якорей появляется постоянное напряжение, которое в ВИП преобразуется в переменное, после чего через тяговый трансформатор и токоприёмник поступает в контактную сеть. Изменение тока якорей, а значит, и тормозной силы в режиме рекуперации, выполняется путем изменения тока возбуждения (в зоне высоких скоростей) и путем изменения угла открытия тиристоров ВИП (в зоне средних и низких скоростей).
Ток якорей тяговых двигателей измеряется амперметром, по схеме PA1, включённым через шунт в цепь якоря 1-го тягового двигателя. На электровозах 2ЭС5К до № 134 и 3ЭС5К до № 054 напряжение на тяговых двигателях измеряется вольтметром PV2, подключённым через резистор параллельно якорю 1-го тягового двигателя. Для измерения тока обмоток возбуждения в режиме рекуперации последовательно с этими обмотками включается амперметр PA2. Все эти приборы находятся на пульте управления в кабине машиниста головной (хвостовой) секции.
Измерение токов якорей тяговых двигателей системой управления выполняется 4-мя датчиками тока якоря (по схеме T1 и T2). Последовательно с якорем каждого двигателя включён один такой датчик. Для измерения тока возбуждения тяговых двигателей в режиме рекуперации последовательно с обмотками возбуждения включается датчик тока возбуждения T15. Параллельно якорям 2 и 4 тяговых двигателей включены датчики напряжения T3, измеряющие напряжения на тяговых двигателях в режиме рекуперации.

### Интерьер
В электровозе установлены следующие системы безопасности движения: КЛУБ-У, САУТ-ЦМ/485 и ТСКБМ. Усовершенствованы конструкция кабины управления, установлены термоэлектрические кондиционеры и панельные нагреватели, в целом улучшены условия работы локомотивной бригады (электровоз оборудован холодильником и сантехническим оборудованием).

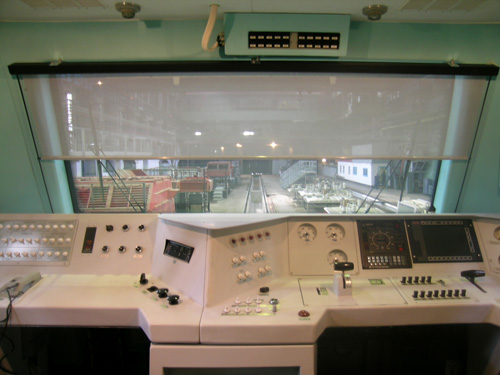
Кабина 2ЭС5К
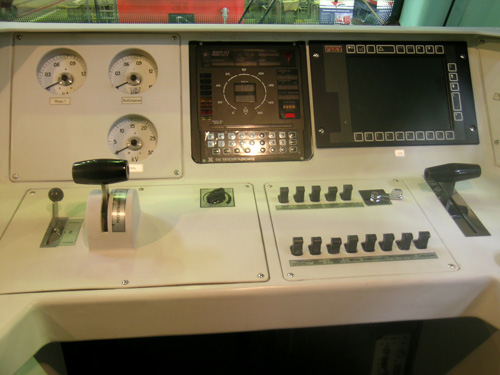
Пульт управления 2ЭС5К
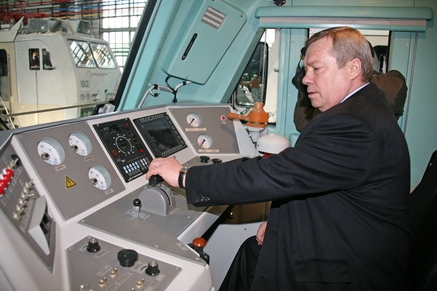
Губернатор Ростовской области В. Ю. Голубев в кабине 3ЭС5К

## Эксплуатация

### 2ЭС5К
Первый электровоз 2ЭС5К-001 в начале 2005 вскоре после выпуска прошёл первичную обкатку на тестовом кольце в Новочеркасске и весной того же года прибыл в подмосковную Щербинку на кольцо ВНИИЖТ для проведения испытаний. 4 августа того же года электровоз был продемонстрирован Президенту России Владимиру Путину, который прокатился по кольцу в кабине электровоза и часть пути управлял им. В конце года в Щербинку для испытаний также прибыл второй электровоз для проведения испытаний тормозных систем, а первый был направлен на динамико-прочностные испытания на участок Белореченская — Майкоп.
В 2006 году электровоз 001 был возвращён на завод, где в его состав временно включили бустерную секцию, после чего он стал испытываться на кольце НЭВЗа как 3ЭС5К. Затем все электровозы, включая первый в трёхсекционной составности и остальные в двухсекционной поступили в депо Улан-Удэ для опытной эксплуатации с грузовыми поездами на Восточно-Сибирской и Забайкальской железных дорогах. Электровоз 2ЭС5К-001 в качестве 3ЭС5К прошёл эксплуатационный пробег в 5000 км на от станции Мариинск Красноярской железной дороги, проследовав по Восточно-Сибирской и Забайкальской дороге до станции Карымская. В ходе первичной эксплуатации электровозы успешно подтвердили ожидаемые показатели и провели большегрузные составы через перевал. После этого все электровозы кроме 001 продолжили регулярную эксплуатацию, а 001 летом 2006 года был возвращён на завод и до весны 2007 года вновь проходил испытания в Щербинке. Затем из его состава была исключена бустерная секция и электровоз был передан для регулярной эксплуатации в депо Вихоревка.
Электровозы 2ЭС5К первых выпусков после непродолжительной работы в депо Улан-Удэ были переданы в депо Вихоревка и Смоляниново, куда поступали все новые электровозы серии. Многие электровозы 2ЭС5К в этих депо были объединены по системе многих единиц в четырёхсекционном исполнении. При этом на участке Смоляниново — Находка Дальневосточной железной дороги со сложным горным профилем с целью вождения поездов массой 6300 тонн стало использоваться четыре двухсекционных электровоза по две пары — два в голове поезда и два в хвосте в качестве толкачей.
Партия из 15 электровозов 2ЭС5К была продана Украинским железным дорогам в депо Подольск, где они стали эксплуатироваться совместно с 18-ю электровозами 2ЭЛ5.
Позднее электровозы стали поступать и в другие депо восточных регионов России, в основном Хабаровск II, Чита и Белогорск. Ряд электровозов также поступил на Октябрьскую железную дорогу в европейской части России в депо Кандалакша. В отличие от двух первых депо, электровозы в них эксплуатируются поодиночке.
Отдельные электровозы 2ЭС5К после завершения основных испытаний периодически участвовали в различных испытаниях, выставках парадах поездов, проводимых на кольце ВНИИЖТ в подмосковной Щербинке. Например, электровозы Э5К-001 и 3ЭС5К-014 участвовали в выставке Экспо 1520 в 2007 году, а электровоз 2ЭС5К-137 — на параде поездов в ходе выставки Экспо 1520 в 2013 году.
Данные по распределению электровозов по номерам по состоянию на конец октября 2024 года:
| Дорога             | Депо               | Оператор    | Количество | Номера |
| ------------------ | ------------------ | ----------- | ---------- | --- |
| Горьковская        | Лянгасово          | РЖД         | 86         | 249, 321, 347, 350, 354, 360, 361, 366, 375, 377, 378, 380, 439—464, 466—513 |
| Дальневосточная    | Хабаровск II       | РЖД         | 45         | 003—005, 007, 011, 014, 017, 018, 020, 021, 030, 144, 156, 166, 169, 178, 180, 183—189, 191, 192, 195, 197, 202, 203, 206, 207, 210, 211, 213—216, 220, 221, 239, 240, 281, 282, 284, 285 |
| Дальневосточная    | Смоляниново        | РЖД         | 102        | 034, 036—044, 046—056, 072—076 , 078, 093—131, 139—143, 145—153, 155, 157—165, 167—179, 181, 182, 241, 242, 276, 277, 280, 283                                                            |
| Восточно-Сибирская | Вихоревка          | РЖД         | 53         | 006, 009, 010, 012, 013, 015, 016, 022—029, 031-033, 079—091, 132—138, 295, 302—308, 312—314, 416, 418—420                                                                                |
| Забайкальская      | Белогорск          | РЖД         | 55         | 001, 019, 035, 077, 190, 193, 194, 198—201, 204, 205, 208, 209, 212, 217—219, 222—228, 233, 235—238, 274, 275, 278, 279, 286—293, 421—432                                                 |
| Забайкальская      | Амурское           | РЖД         | 1          | 196 |
| Западно-Сибирская  | Карасук            | РЖД         | 20         | 591—620 |
| Красноярская       | Абакан-II          | РЖД         | 9          | 518, 521, 526, 533, 535, 540, 565—567 |
| Красноярская       | Красноярск-Главный | РЖД         | 25         | 307, 415, 417, 434, 437, 515—517, 523, 525, 527, 530—532, 534, 537, 538, 541—545, 550, 552, 554                                                                                           |
| Красноярская       | Иланская           | РЖД         | 37         | 294, 295, 297, 302—304, 306—310, 312—314, 433—438, 514—523 |
| Одесская           | Подольск           | УЗ          | 14         | 057—069, 071 |
| Октябрьская        | Мурманск           | «Норникель» | 1          | 154 |
| Октябрьская        | Кандалакша         | РЖД         | 122        | 229—232, 234, 243—248, 250—273, 315—320, 322—328, 330—334, 336—346, 348, 349, 351—353, 355—359, 362—365, 367—374, 376, 379, 381—414                                                       |
| Приволжская        | Петров Вал         | РЖД         | 12         | 653—664 |
| Северо-Кавказская  | Тимашевская        | РЖД         | 48         | 329, 335, 465, 524, 568—589, 621—652 |
| Южно-Уральская     | Карталы            | РЖД         | 28         | 294, 296—301, 309—311, 433, 435, 436, 438, 514, 519, 520, 522, 528, 529, 536, 539, 546—549, 551, 553                                                                                      |

### 3ЭС5К

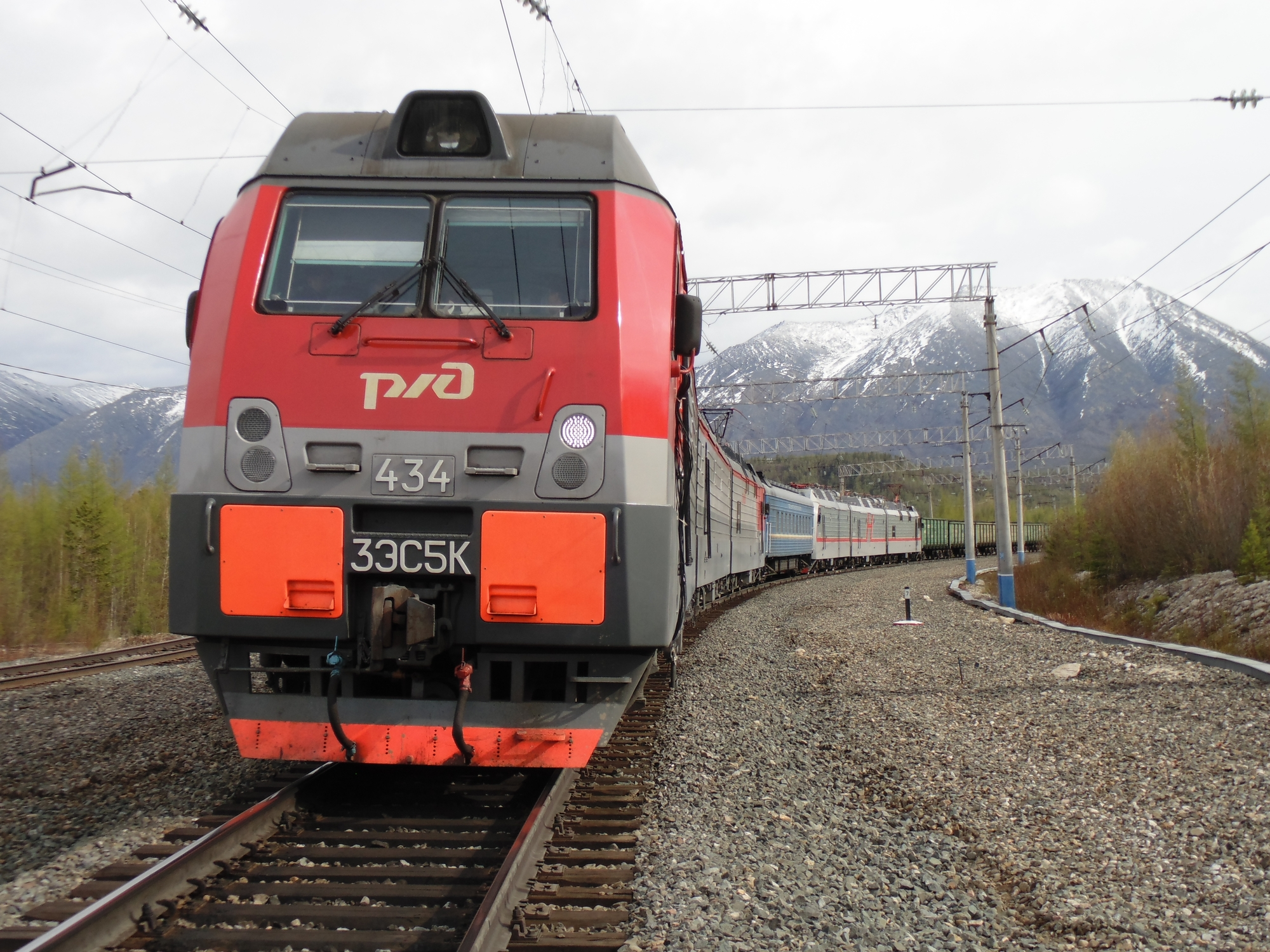
3ЭС5К-434 с вагоном-лабораторией и другим 3ЭС5К во время тестовой эксплуатации

Электровозы 3ЭС5К поставлялись в те же депо Российских железных дорог, что и основная масса 2ЭС5К, изначально они поставлялись в Хабаровск II и Вихоревку, но с 2011 года подавляющее большинство поставлялось в депо Чита. В отличие от 2ЭС5К они не объединялись по системе многих единиц, но известны случаи совместной их эксплуатации в составе одного поезда при вождении тяжёлых составов.
В 2013 году был выпущен электровоз 3ЭС5К-434 увеличенного веса с поосным регулированием силы тяги. В течение двух лет он проходил обкатку на Новочеркасском кольце и участках Северо-Кавказской железной дороги в депо Батайск. В течение непродолжительного времени он испытывался в четырёхсекционном виде совместно с новой бустерной секцией от 4ЭС5К-001, а с осени 2015 года был снова в трёхсекционном виде передан для прохождения 5000-километрового пробега и опытной эксплуатации в депо Чита. Во время испытаний электровоз водил составы в сопровождении другого электровоза, сцепленного с ним сзади. В апреле 2016 года он был передан в депо Вихоревка, где прошёл испытания на участке Тайшет — Таксимо со сложным профилем, подтвердив большую эффективность в сравнении с серийными электровозами, после чего поступил в регулярную эксплуатацию.
Электровоз 3ЭС5К-879 с усовершенствованными преобразователями также с завода был отправлен на обкаточное кольцо для прохождения испытаний.
22 ноября 2018 года 2 электровоза 3ЭС5К с поосным регулирование силы тяги были переданы Узбекистанской железной дороге по договору, подписанному в середине 2018 года.
Данные по распределению электровозов по номерам по состоянию на конец октября 2024 года:
| Дорога             | Депо                  | Оператор | Количество | Номера |
| ------------------ | --------------------- | -------- | ---------- | --- |
| Горьковская        | Лянгасово             | РЖД      | 18         | 050, 055, 060, 064—067, 069—072, 074, 080, 083, 084, 213, 238, 262 |
| Дальневосточная    | Хабаровск II          | РЖД      | 206        | 008—010, 014, 015, 026, 027, 092, 093, 093, 095—097, 099—116, 124, 132, 133, 135, 136, 139, 141—145, 151, 152, 154—157, 159, 161, 165, 177—182, 187—194, 202—207, 214—219, 224—227, 231—234, 240—243, 246—251, 260, 261, 263, 264, 269, 274—283, 285, 291—294, 296, 298—300, 302, 310, 313—316, 321, 322, 324, 327, 328, 334, 336, 338—340, 342, 345—350, 483, 1011, 1012, 1014—1018, 1039—1041, 1043, 1046, 1047, 1049—1067, 1069—1077, 1145, 1146, 1148—1168 |
| Дальневосточная    | Смоляниново           | РЖД      | 34         | 001, 020, 023, 028—030, 036, 038, 039, 043, 044, 049, 052, 053, 056—059, 061—063, 068, 073, 079, 081, 082, 085—091, 172 |
| Восточно-Сибирская | Вихоревка             | РЖД      | 87         | 012, 016—019, 021, 022, 032—034, 040, 047, 076, 117, 120, 122, 123, 126, 129—131, 146—148, 150, 160, 162, 163, 164, 167—171, 272, 287, 295, 297, 304, 317, 318, 364, 426, 451—455, 457—464, 466—472, 567, 568, 581, 582, 585, 586, 588—594, 705, 708, 710, 1295—1302 |
| Восточно-Сибирская | Иркутск-Сортировочный | РЖД      | 48         | 031, 041, 042, 045, 046, 048, 075, 077, 078, 118, 119, 121, 125, 127, 128, 149, 153, 166, 253—255, 265—267, 271, 273, 286, 288—290, 305, 362, 363, 365, 456, 465, 580, 583, 584, 587, 701—704, 706, 707, 709, 876, 879 |
| Восточно-Сибирская | Улан-Удэ              | РЖД      | 46         | 877, 878, 880—885, 1243-1280 |
| Забайкальская      | Чита                  | РЖД      | 588        | 024, 183—185, 195—200, 209, 211, 212, 221, 223, 228—230, 235—237, 244, 245, 252, 256, 257, 259, 306, 308, 319, 320, 332, 333, 343, 351—357, 359—361, 366, 368—372, 374—387, 389—392, 394—397, 399—425, 427—433, 435—450, 473—489, 491—508, 512—516, 520, 521, 523—526, 528—532, 534, 536—571, 573—579, 595—700, 711—838, 899, 941, 1020, 1147, 1337, 1353—1524                                                                                                 |
| Западно-Сибирская  | Карасук               | РЖД      | 10         | 1566—1575 |
| Красноярская       | Абакан-II             | РЖД      | 183        | 896, 898, 900, 911, 921, 931, 1169—1242, 1282—1294, 1303—1336, 1338—1352, 1525—1565 |
| Красноярская       | Боготол               | РЖД      | 34         | 094, 098, 134, 137, 138, 140, 158, 173—176, 186, 208, 307, 309, 330, 331, 341, 344, 358, 367, 373, 388, 393, 434, 519, 527, 859—875 |
| Красноярская       | Иланская              | РЖД      | 171        | 897, 902, 905—910, 912-920, 922-930, 932-940, 942-999, 1008—1010, 1021-1038, 1042, 1044, 1045, 1048, 1068, 1078—1130 |
| Октябрьская        | Кандалакша            | РЖД      | 30         | 839—858, 886—895 |
| Северо-Кавказская  | Тимашевская           | РЖД      | 43         | 002—007, 011, 013, 025, 035, 037, 051, 054, 201, 210, 220, 222, 258, 268, 270, 284, 301, 303, 311, 312, 323, 325, 326, 329, 335, 337, 398, 490, 509—511, 517, 518, 522, 533, 535, 572, 1281 |
| Узбекистанская     | Узбекистан            | УТИ      | 7          | 903, 904, 1001—1005 |
| Частное            | Нефтетранссервис      |          | 14         | 1131—1144 |

### Э5К

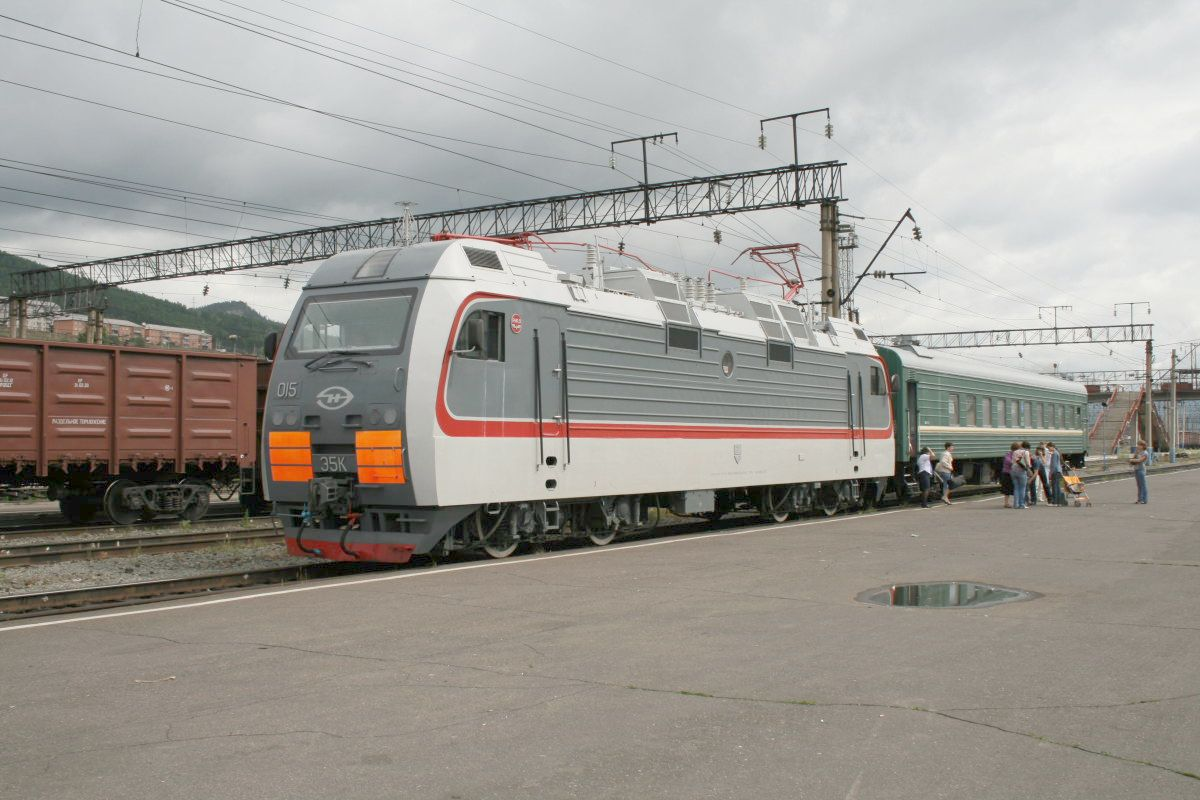
Э5К-015 с пригородным поездом Киренга — Лена на станции Лена

Электровоз Э5К-001, выпущенный в марте 2007, после прохождения заводских испытаний на Новочеркасском кольце с мая поступил в депо Батайск и проходил эксплуатационный пробег в 5000 км на участке между станциями Лихая, Батайск и Тимашевская. После его успешного завершения в июне 2007 г. электровоз был отправлен на сертификационные динамико-прочностные испытания и испытания по воздействию на путь на участок Белореченская — Майкоп Северо-Кавказской железной дороги. Во второй половине лета электровоз также проходил испытаний на кольце ВНИИЖТ в Щербинке, где позднее демонстрировался на выставке Экспо 1520, а затем вернулся в депо Батайск, и его испытания завершились в конце года. После этого он и ставшие выпускаться за ним электровозы поступили в восточные регионы России в депо Хабаровск II, Вихоревка, Улан-Удэ, Иркутск-Сортировочный, Северобайкальск, Нижнеудинск и Абакан-II, периодически передаваясь между депо. Электровозы начали водить пригородные, служебные и небольшие грузовые составы, заменив электровозы ВЛ60.
Данные по распределению электровозов по номерам по состоянию на конец октября 2024 года:
| Дорога             | Депо         | Оператор | Количество | Номера                      |
| ------------------ | ------------ | -------- | ---------- | --------------------------- |
| Дальневосточная    | Хабаровск II | РЖД      | 10         | 001-010                     |
| Восточно-Сибирская | Вихоревка    | РЖД      | 9          | 011, 014—018, 021, 022, 024 |
| Забайкальская      | Белогорск    | РЖД      | 5          | 012, 013, 019, 020, 023     |
| Красноярская       | Абакан-II    | РЖД      | 8          | 025-032                     |

### 4ЭС5К
Электровозы 4ЭС5К с августа 2014 года обкатывались на кольце НЭВЗа. С ноября 2014 года электровозы проходили сертификационные испытания на участке Белореченская — Майкоп, а в январе 2015 года получили сертификат соответствия.
Все электровозы этой серии поступили в депо Смоляниново, где начали регулярно водить тяжёлые грузовые поезда совместно со спарками 2ЭС5К с февраля 2015 года. За счёт применения поосного регулирования тяги они оказались более эффективными чем системы 2×2ЭС5К. За время эксплуатации не было отмечено ни одного отказа и непланового ремонта по моторно-осевым подшипникам качения.
В сентябре 2015 года электровоз 003 был передан на кольцо ВНИИЖТ в Щербинке для участия в параде поездов на выставке Экспо 1520. В 2017 году в аналогичном параде на том же кольце с 30 августа по 2 сентября участвовал новый электровоз 004, а в октябре того же года на параде во Владивостоке в честь 120-летия Дальневосточной дороги — электровоз 001.
Данные по распределению электровозов 4ЭС5К по состоянию на конец октября 2024 года:
| Дорога          | Депо        | Оператор | Количество | Номера                                   |
| --------------- | ----------- | -------- | ---------- | ---------------------------------------- |
| Дальневосточная | Смоляниново | РЖД      | 32         | 001—016, 018—038, 040, 041, 043, 045—080 |
| Южно-Уральская  | Карталы     | РЖД      | 4          | 017, 039, 042, 044                       |

### 2ЭС5С и 3ЭС5С
Данные по распределению электровозов 2ЭС5С и 3ЭС5С по номерам по состоянию на август 2024 года:
| Дорога            | Депо                             | Оператор | Количество | Количество | Номера  | Номера   | Номера |
| ----------------- | -------------------------------- | -------- | ---------- | ---------- | ------- | -------- | ------ |
| Дорога            | Депо                             | Оператор | 2ЭС5С      | 3ЭС5С      | 2ЭС5С   | 3ЭС5С    |        |
| Северо-Кавказская | Тимашевская (2ЭС5С) НЭВЗ (3ЭС5С) | РЖД      | 5          | 2          | 001-005 | 001, 002 |        |

### Комментарии
1. ↑  Для электровозов Э5К, 2ЭС5К, 3ЭС5К, 4ЭС5К.
2. ↑  Для электровозов 2ЭС5С, 3ЭС5С.
3. 1 2 3 4  Электровоз 2ЭС5К-045 был дополнен третьей секцией и переименован в 3ЭС5К-001. Таким образом, номер 045 прекратил существование
4. ↑  Одиночные грузовые электровозы перед обозначением порядкового номера серии получали обозначение серии Э (электровоз), пассажирские — ЭП (электровоз пассажирский), а многосекционные — ЭС (электровоз секционный))
5. ↑  Примеры выпущенных в СССР четырёхосных двухкабинных локомотивов — опытные электровозы ВЛ40 и экспортные электровозы Sr1
6. ↑  Другие односекционные четырёхосные электровозы, полученные из двухсекционных:
  - ВЛ10-1 (ВЛ10П−1) — секции электровозов постоянного тока ВЛ10, преобразованы в двухкабинные четырёхосные электровозы;
  - ВЛ40У, ВЛ40М, ВЛ40С (ВЛ80-1) — секции электровозов переменного тока ВЛ80Т или ВЛ80С, преобразованы в двухкабинные четырёхосные электровозы;
  - 4E10 — двухкабинный четырёхосный электровоз постоянного тока, за основу взяты ВЛ10 и ВЛ11.
7. ↑  Примеры других мощных электровозов-рекордсменов переменного тока:
  - ВЛ85 — советско-российский двухсекционный двенадцатиосный электровоз переменного тока часовой мощностью 10 020 кВт, поныне[когда?] остаётся самым мощным в мире электровозом массового выпуска. Часовая мощность секции — 5010 кВт против 3280 у ЭС5К, мощность двигателей также выше (835 кВт против 820 у ЭС5К) — за счёт иной системы вентиляции, на Э5К часть подаваемого к тяговым двигателям воздуха отбирается на охлаждение главного трансформатора, тогда как на ВЛ85 установлен отдельный мотор-вентилятор трансформатора;
  - ВЛ86Ф — советский двухсекционный двенадцатиосный электровоз переменного тока с асинхронным тяговым приводом часовой мощностью 11 400 кВт (мощность ТЭД — 950 кВт), серийно не выпускался;
  - IORE — норвежско-шведский двухсекционный двенадцатиосный грузовой электровоз переменного тока часовой мощностью 11 016 кВт;
  - China Railways HXD1[англ.] — китайский трёхсекционный двенадцатиосный электровоз с осевой формулой 3xBo’Bo'. Часовая мощность 14 400 кВт, тяговая сила 1140 кН. С 2013 года до появления более мощных машин являлся самым мощным локомотивом;
  - «Shen-24» — следующий китайский шестисекционный электровоз-рекордсмен с удвоенными мощностью и тяговой силой (28 800 кВт и 2280 кH соответственно).
8. ↑  При скорости до 10 км/ч

### Официальные сайты
- Грузовой электровоз переменного тока Э5К. Официальный сайт. Новочеркасский электровозостроительный завод. Архивировано 12 марта 2015 года.
- Грузовой электровоз переменного тока 2ЭС5К. Официальный сайт. Новочеркасский электровозостроительный завод. Архивировано 5 апреля 2018 года.
- Грузовой электровоз переменного тока 3ЭС5К. Официальный сайт. Новочеркасский электровозостроительный завод. Архивировано 9 августа 2014 года.
- Грузовой электровоз переменного тока 4ЭС5К. Официальный сайт. Новочеркасский электровозостроительный завод. Архивировано 5 апреля 2018 года.

### Фотогалереи и базы приписки
- Электровозы Э5К-002, 3ЭС5К-838, 4ЭС5К-001 на параде железнодорожной техники во Владивостоке в 2017 г.
- Список подвижного состава Э5К., 2ЭС5К., 3ЭС5К., 4ЭС5К., 2ЭС5С., 3ЭС5С. и 2ЭЛ5. (фотогалереи и данные приписки). RailGallery.
- Список подвижного состава Э5К., 2ЭС5К. (часть 2)., 3ЭС5К. (часть 2, часть 3)., 4ЭС5К., 2ЭС5С., 3ЭС5С. и 2ЭЛ5. (фотогалереи и данные приписки). TrainPix.
- Список подвижного состава Э5К., 2ЭС5К., 3ЭС5К., 4ЭС5К., 3ЭС5С. и 2ЭЛ5. (фотогалереи и данные приписки). TrainPhoto.org.ua.
- Фотогалерея Э5К., ЭС5К. и 2ЭЛ5. «Паровоз ИС».
- Фотогалерея Э5К., 2ЭС5К., 3ЭС5К., 4ЭС5К. и 2ЭЛ5. Photo RZD.
- Фотогалерея Э5К., 2ЭС5К., 3ЭС5К., 4ЭС5К. и 2ЭЛ5. TrainPhoto.ru.

### Прочие
- Виртуальная экскурсия по электровозу 2ЭС5К-482. 3dfab.ru.
- 2ЭС5К "Ермак". (обсуждение достоинств и недостатков электровоза). Форум ДЖД + Транссиб.